# Isabella d'Este
Isabella d'Este (Ferrara, 17 maggio 1474 – Mantova, 13 febbraio 1539) è stata una nobile, mecenate e collezionista d'arte italiana.
Fu reggente del marchesato di Mantova per quasi un anno durante l'assenza del marito Francesco II Gonzaga e per due anni durante la minorità del figlio Federico. Fu una delle donne più autorevoli del Rinascimento e del mondo culturale italiano del suo tempo.
Fu mecenate delle arti, nonché capofila della moda, il cui innovativo stile di vestire venne copiato da numerose nobildonne. Il poeta Ludovico Ariosto la etichettò come "Isabella liberale e magnanima", mentre Matteo Bandello la descrisse come "suprema tra le donne". Niccolò da Correggio andò anche oltre, salutandola come "La prima donna del mondo".

## Biografia

### Infanzia

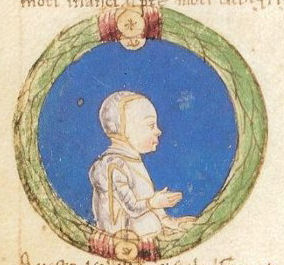
Isabella d'Este bambina, in Genealogia dei principi d'Este.

Primogenita femmina di Ercole I d'Este, secondo duca di Ferrara, e della principessa Eleonora d'Aragona, nacque il 17 maggio 1474 nel palazzo ducale di Ferrara e, anche se il padre avrebbe preferito un maschio, fu comunque festeggiata con grande gioia. Ricevette il nome di Isabella in omaggio alla nonna materna Isabella di Chiaromonte, regina consorte di Napoli, defunta nel 1465. Venne portata al battesimo da Giovanni Romei, uomo di fiducia del duca Ercole I.
Nei due anni successivi nacquero altri due fratelli: Beatrice e Alfonso, l'erede designato. Nel 1477, all'età di tre anni, la madre Eleonora, incinta di un quarto figlio, si recò a Napoli per presenziare al matrimonio del padre Ferrante d'Aragona con la cugina Giovanna e condusse con sé le due figlie femmine. Qui lo zio Federico, vedendo Isabella tanto bella, dichiarò che, se non fosse stato per la congiunzione di sangue e per la tenera età, l'avrebbe assolutamente voluta per sposa. Dopo aver dato alla luce un secondo maschio, chiamato Ferrante in onore del nonno, Eleonora rientrò a Ferrara e decise di portare con sé soltanto Isabella, mentre lasciò a Napoli la minore Beatrice e il neonato appena partorito.

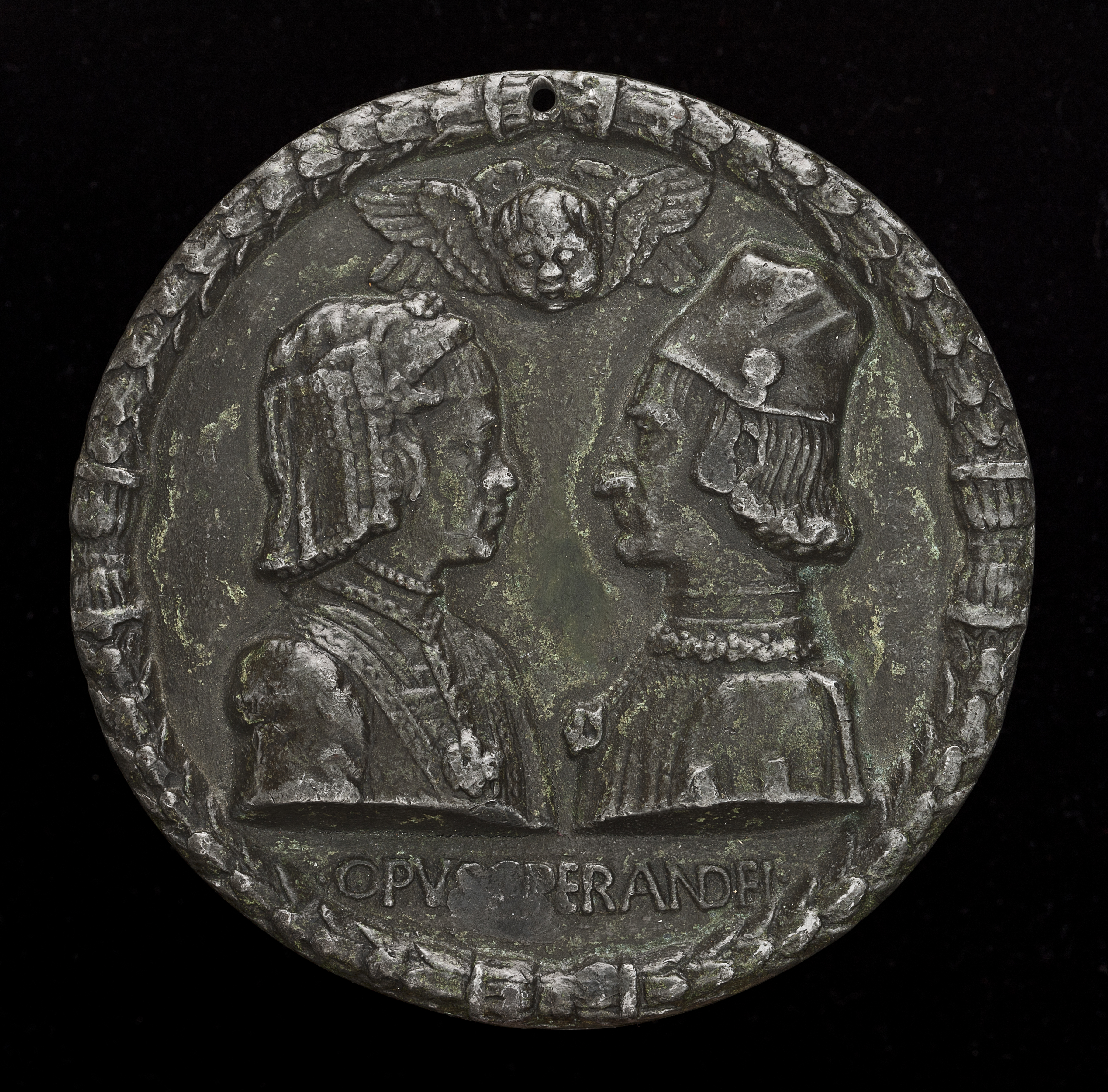
Ercole I d'Este ed Eleonora d'Aragona in un medaglione opera di Sperandio, 1473 circa

#### Educazione
Isabella d'Este ebbe in gioventù un'educazione di grande impronta culturale, come testimonia la sua copiosa corrispondenza dalla città di Mantova. Per dote naturale e intellettualmente precoce, ricevette una formazione eccellente.
Fu sempre la prediletta dei genitori, infatti nel 1479, trovandosi Ercole a combattere in Toscana e avendo saputo che la bambina, pur avendo solo quattro anni, aveva già intrapreso gli studi, se ne rallegrò con la moglie, ma raccomandò esplicitamente che non le fossero "date bote" neppure dalla madre, se per caso non imparava.
Ebbe come precettore, tra il 1481/1482, il famoso umanista Battista Guarino, docente all'Università di Ferrara. Isabella studiò storia romana e rapidamente imparò a tradurre latino. Era in grado di recitare brani di Virgilio e Terenzio a memoria. Ciò la rese in grado di discutere i classici e gli affari di Stato con gli ambasciatori. Fu anche una brava cantante e musicista: sapeva suonare il liuto, che imparò da Giovanni Angelo Testagrossa. In aggiunta a ciò, fu istruita nell'arte della danza da Ambrogio, un maestro di ballo ebreo.

#### Proposte matrimoniali
1. Nel 1480, all'età di sei anni, Isabella fu promessa in sposa a Francesco II Gonzaga, erede al marchesato di Mantova. Solamente pochi giorni dopo l'ufficializzazione, non essendo la notizia ancora diffusa, Isabella fu richiesta da Bona di Savoia come sposa per il cognato Ludovico il Moro, all'epoca co-reggente del ducato di Milano. Poiché ciò non era possibile, a Ludovico fu promessa, in cambio di Isabella, la sorella minore Beatrice.[14]
2. Nel 1484 la zia Beatrice d'Aragona, regina d'Ungheria, desiderando avere Isabella con sé nel proprio regno, propose alla sorella Eleonora uno scambio: Isabella avrebbe sposato il re di Boemia Ladislao II (presunto amante e poi marito della stessa Beatrice d'Aragona[15]), Francesco Gonzaga la minore Beatrice e il Moro un'altra nobile napoletana. Eleonora rispose che questa "permuta" non era possibile, sia perché Isabella era amatissima dai Gonzaga ("epso padre et figliolo gli portano tanto dolce amore che pare non habiano altro ochio in testa, et pare che questa sia tuto il suo bene"),[16] sia perché Beatrice era sotto la potestà del nonno Ferrante e non della loro. Di conseguenza il progetto non fu attuato. Fu comunque tenuta in considerazione l'ipotesi di fidanzare segretamente, al posto di Isabella, Beatrice a Ladislao, per premunirsi nel caso in cui Ludovico avesse disdetto le nozze.[16]

Isabella ammirava Francesco per la sua forza e coraggio. Dopo i loro primi incontri, scoprì che le piaceva la sua compagnia e trascorse gli anni seguenti a conoscerlo, preparandosi a essere la marchesa di Mantova. Durante il loro corteggiamento, Isabella apprezzò le lettere, le poesie e i sonetti che le mandò in dono. Francesco compiva frequenti visite alla corte di Ferrara, e mostrava ai suoceri di amare molto Isabella: nel 1489 volle addirittura sposarla in forma privata, a dimostrazione delle proprie buone intenzioni, chiedendo che gli fosse mandata a Mantova al più presto.

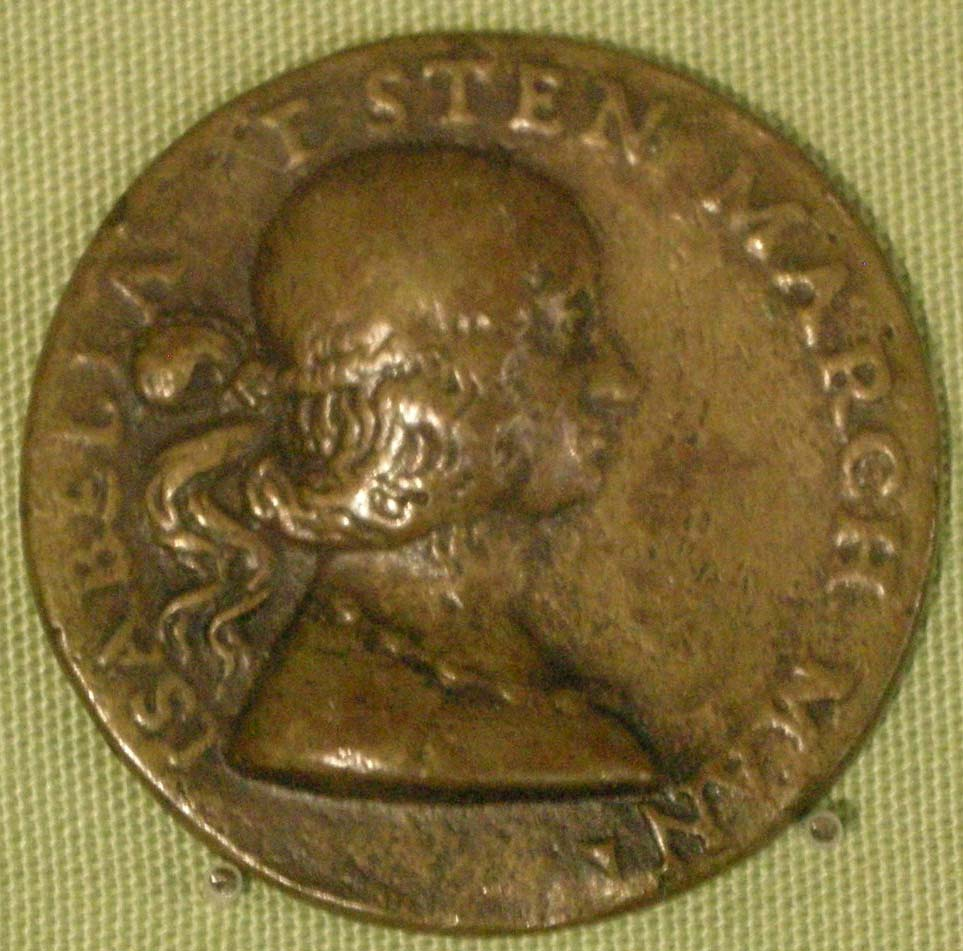
Medaglia di Isabella, Gian Cristoforo Romano

### La corte di Mantova
Isabella da bambina era gracile e di salute molto cagionevole (ancora nel 1490 pativa indisposizioni di stomaco), pertanto la madre si premurò di ritardare il più possibile le nozze. Queste ebbero luogo il 12 febbraio 1490, quando Isabella raggiunse i quindici anni e mezzo, mentre Francesco i ventitré. A lui portò in dote la somma di 25.000 ducati, oltre a preziosi gioielli, piatti, e un servizio d'argento. Prima del magnifico banchetto che seguì la cerimonia di nozze, Isabella guidò attraverso le principali vie di Ferrara in sella a un cavallo avvolto in gemme e oro. Fece il suo ingresso a Mantova nel febbraio 1490 su un carro con al seguito quattordici bauli ripieni della sua dote e dipinti dal pittore ferrarese Ercole de' Roberti. La prima notte di nozze fu traumatica per Isabella, a causa di una "rottura" provocata, forse, dalla fragilità fisica di lei e dall'irruenza del marchese.

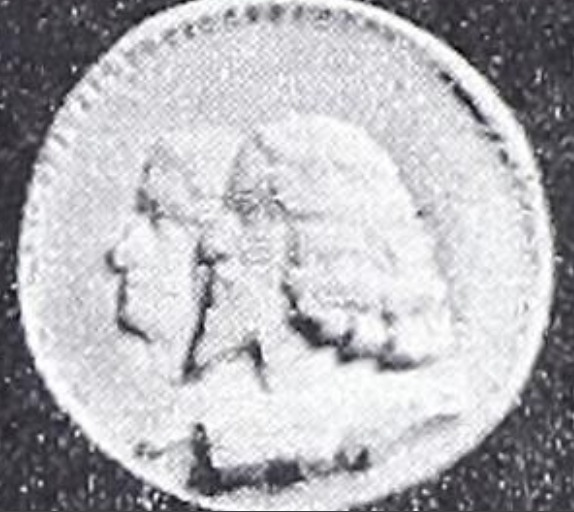
Medaglia nuziale di Isabella e Francesco, realizzata nel 1490, museo di Berlino.

Isabella trascorse i primi anni di matrimonio ritirata a Mantova, eccetto che per le frequenti visite ai parenti a Ferrara, al riparo dunque dai grandi stravolgimenti politici relativi alla discesa di Carlo VIII in Italia e non coinvolta dal marito nelle faccende di governo. Francesco affidò per la prima volta la reggenza alla moglie proprio nel 1495 quando, nominato capitano generale della Lega Santa antifrancese, dovette partire con tutto l'esercito. Non mancò chi avvisasse il marchese di certi disordini scoppiati a Mantova per una presunta incapacità di Isabella di reggere lo stato, ma ella assicurò al marito trattarsi solo di malevolenze.
Ella soffriva la nostalgia da casa e la ristrettezza della piccola corte di Mantova: le sue prime lettere ad amici e familiari sono molto malinconiche. Quando la madre si accorse che la sua non era solo nostalgia, ma che mostrava una certa ritrosia anche nei confronti del marito, e sospettando che lo trattasse "troppo freddamente", la esortò insistentemente a stargli vicino, a interessarsi del suo benestare e a prendersene cura di persona, affinché egli riconoscesse e apprezzasse la vicinanza della moglie. La invitava a comportarsi cautamente durante le assenze del marito da corte e a non sfruttare eccessivamente la propria libertà.
In seguito divenne un'appassionata, addirittura avida, collezionista di statue romane, e commissionò sculture moderne in stile antico, che collocò in un mirabile ambiente privato, chiamato lo "studiolo di Isabella d'Este", all'interno della reggia dove risiedeva. Prolifica scrittrice di lettere, mantenne una corrispondenza per tutta la vita con la cognata Elisabetta Gonzaga.

#### Relazioni con Milano
Nel gennaio 1491 si recò con un piccolo seguito a Brescello e di lì a Pavia navigando lungo il Po, per accompagnare la sorella minore Beatrice che andava sposa a Ludovico il Moro. La traversata si rivelò terribile per il freddo eccezionale di quell'inverno e per diversi imprevisti che provarono duramente Isabella. Giunti a destinazione in salute, mentre a Beatrice lo sposo non piacque, al punto che per ben due mesi rifiutò di consumare il matrimonio, tra Isabella e Ludovico nacque subito una particolare intesa: quest'ultima apprezzava la galanteria e l'affabilità del cognato, e svolse anche un ruolo importante nel tentare di far domesticare fra loro gli sposi novelli, dal momento che la sorella si era chiusa in un ostinato mutismo.
I festeggiamenti furono turbati dall'arrivo inaspettato di Francesco Gonzaga, desideroso di prendere parte alla memorabile giostra che si stava organizzando. Poiché la Signoria di Venezia, per cui lavorava, non vedeva di buon occhio la sua presenza a quelle celebrazioni, egli vi aveva partecipato travestito, all'insaputa perfino della moglie la quale, offesa, rifiutò di dormire nel suo stesso palazzo. Anche la madre Eleonora si trovò, in questo contesto, a dar ragione alla figlia, non piacendole la bassa considerazione in cui il marchese la teneva. L'ambasciatore Giacomo Trotti scrisse al duca Ercole che Francesco aveva commesso molte leggerezze a Milano e che era stato biasimato da tutti.
Il soggiorno milanese fruttò a Isabella un fitto, e a tratti umoristico, scambio epistolare con Galeazzo Sforza Visconti: si tratta verosimilmente di Galeazzo Visconti conte di Busto Arsizio, cortigiano assai caro ai duchi e cavalier servente di Beatrice, che le aveva accompagnate per l'intero viaggio; altrimenti, secondo le ipotesi di Luzio e Renier, dell'idolo della corte Galeazzo Sanseverino, capitano generale sforzesco e genero amatissimo del Moro e di Beatrice, che Isabella aveva già conosciuto da bambina a Ferrara. Questi portava infatti altrettanto il cognome Sforza Visconti.

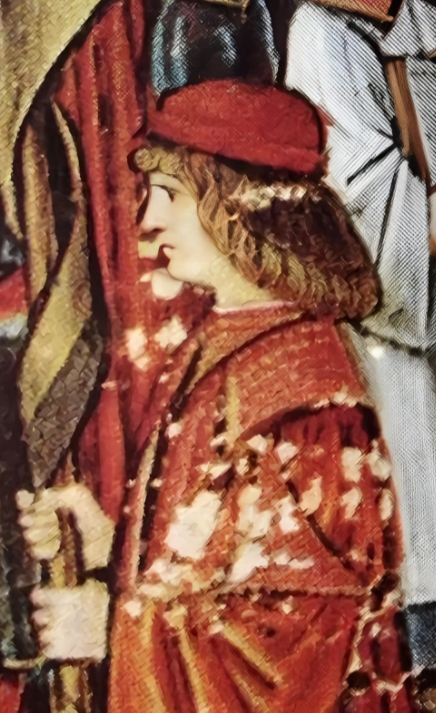
Galeazzo Sanseverino

Fra i due si accese subito una disputa, destinata a prolungarsi per mesi, su chi fosse il miglior paladino, Orlando o Rinaldo: Galeazzo sosteneva il primo, le sorelle d'Este il secondo. Galeazzo, che esercitava una forte fascinazione, riuscì in breve a convertirle entrambe alla fede di Orlando, ma Isabella, una volta rientrata a Mantova, tornò a preferire Rinaldo, cosicché Galeazzo le ricordò come "io solo fui sufficiente a farla mutare opinione et cridare Rolando! Rolando!", la invitò a seguire l'esempio della sorella e giurò che l'avrebbe convertita una seconda volta, non appena si fossero rincontrati. Isabella rispose scherzosamente che avrebbe allora portato un ranocchio per offenderlo, e la disputa proseguì ancora a lungo.
L'11 febbraio, parlandole dei divertimenti che prendeva con Beatrice, le scriveva: "me sforzarò anche megliorare per poter dare magiore piacere a la S[ignoria] V[ostra], quando verò per essa questa estate", e lamentava la sua mancanza: "Madona Marchesa mia, io non poso pur smentigarme la vita nostra de la sera, et la sua dolce compagnia, et cusì vo pur al camerino de Madama [Beatrice], pensandome de trovarla che se conzi el capo et apresso Sua Signoria, Teodora [Angelini] et Beatrice [de' Contrari] in maniche de camixa, et cum si la Violante [de' Preti] et Maria pur desvestite, et quando non la trovo, me trovo de mala voglia".
La presenza di Isabella era infatti molto desiderata a Milano, non solo da Galeazzo ma anche dalla sorella, dal Moro e dagli altri cortigiani, tuttavia la marchesa poté recarvisi poche volte, in quanto il marito Francesco diffidava a mandargliela, giudicando che in quella corte si commettessero troppe "pazzie", e forse anche per gelosia del Moro.

#### Rivalità con la sorella

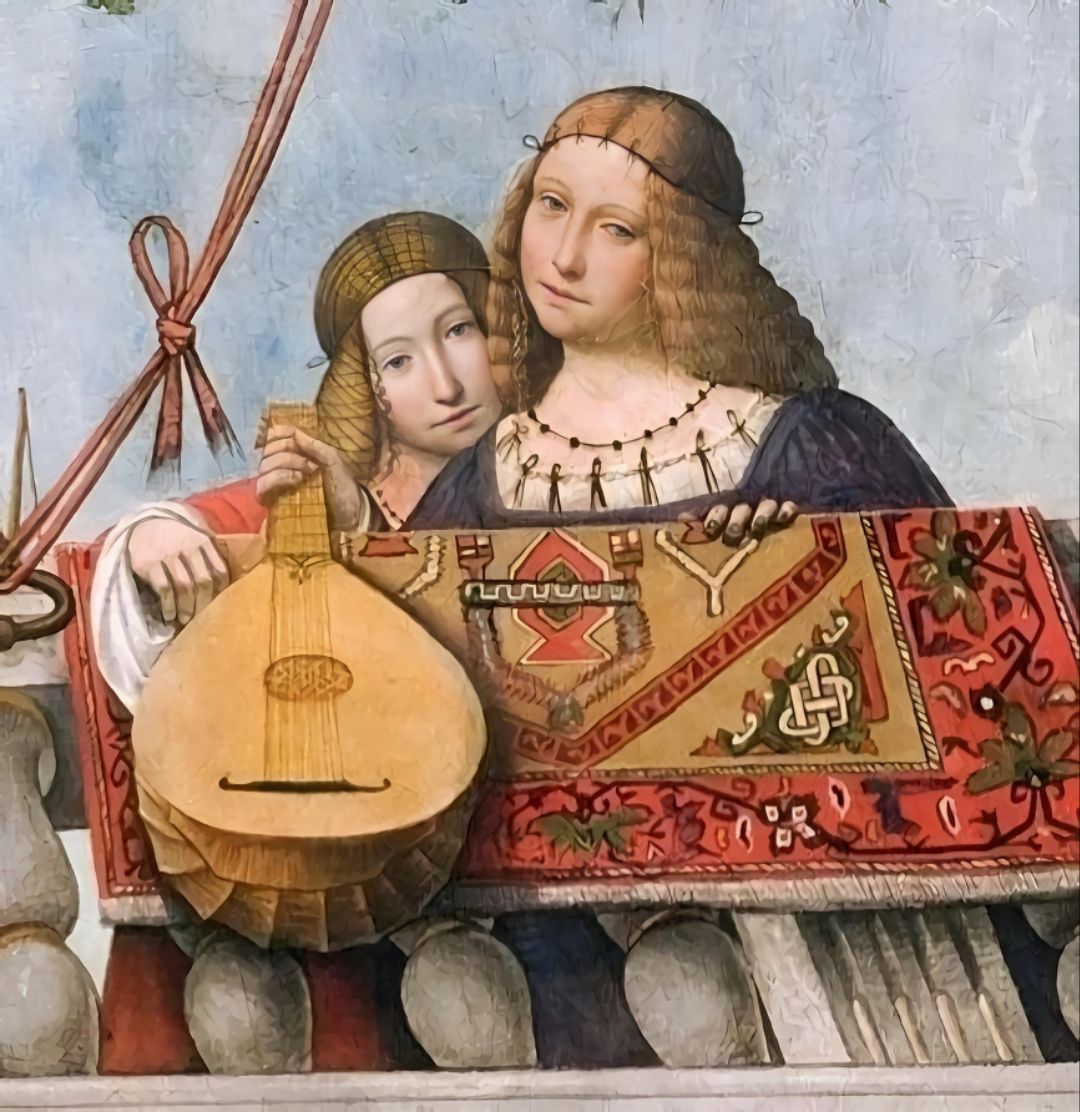
Presunto ritratto delle due sorelle: Beatrice (a sinistra) e Isabella (a destra), nell'affresco del soffitto della Sala del Tesoro di Palazzo Costabili presso Ferrara. Attribuito a Benvenuto Tisi da Garofalo, datato 1503-1506

Nonostante l'affetto, Isabella cominciò a provare invidia per la sorella Beatrice, dapprima per il fortunatissimo matrimonio che le era toccato e per le enormi ricchezze (Milano era, dopo Venezia, il più ricco stato d'Italia, e le sue entrate erano decuple rispetto a quelle di Mantova), dappoi per i due figli maschi in perfetta salute che le nacquero a breve distanza di tempo, mentre ella sembrava non riuscire ad avere figli e destava in ciò le preoccupazioni della madre Eleonora, la quale la esortava continuamente per lettere a stare il più possibile accanto al marito e soprattutto a prendersene cura quand'era ammalato, dal momento che Isabella era invece solita trascurarlo.
A ciò la incoraggiava anche Bernardino Prosperi, che nel marzo 1493, a poco più di un mese dalla nascita del primo maschio della sorella, l'avvertiva che l'astrologo Ambrogio da Rosate aveva pronosticato che entro un anno Beatrice avrebbe procreato un altro figlio al marito, commentando: "non sciò mo se vostra signoria vorà patire che vostra sorella ne faci dui prima che vui uno. Sicché, patrona mia, stati de bona voglia che anchora vui cum la gratia de Dio non vi mancherà questa contenteza, perché non seti già pegio accompagnata de uno marito che lei". La madre stessa alimentava l'invidia della figlia verso la sorella, esortandola a comportarsi per modo tale da rendere il marito altrettanto indulgente quanto Ludovico lo era divenuto con Beatrice, poiché in tal modo avrebbe fatto più spesso ciò che voleva.
Un certo astio si nota già in una sua lettera alla madre risalente alla sua visita a Pavia nell'agosto del 1492, quando, parlando di Beatrice, Isabella scrisse: "ella non è magiore di me, ma si ben più grossa!"; in modo simile si espresse anche al marito, non potendo ancora sapere, forse, che la grossezza della sorella era dovuta all'incipiente gravidanza (era al quarto-quinto mese). In seguito, quando sarà il turno di Isabella di aspettare il primo figlio, i parenti si complimenteranno con lei perché al quarto mese era già grossa quanto lo era stata Beatrice al termine della gravidanza, lasciando perciò sospettare la presenza di un maschio (speranza poi disattesa).
Questi attriti furono forse legati anche al fatto che Ludovico avesse inizialmente chiesto la mano di Isabella, nel 1480, e che solo per poco quest'ultima non si fosse trovata a godere tutti gli onori della sorella. Malgrado tutto nel 1492 fu molto vicina a Beatrice in un momento difficoltoso della sua gravidanza, ovvero quando fu improvvisamente colpita da un attacco di febbri malariche, e nel gennaio 1495 si recò nuovamente a Milano per assistere la sorella nel suo secondo parto e tenne anche a battesimo il nipotino Francesco. Nell'estate del 1494, in occasione della discesa dei francesi in Italia, Beatrice invitò la sorella a Milano per baciare Gilberto di Montpensier e altri di casa reale, secondo l'usanza francese. Riferiva il segretario Benedetto Capilupi:
(Lettera Benedetto Capilupi a Isabella d'Este)
Non sembra infatti che Beatrice nutrisse nei confronti di Isabella alcun sentimento contrastante, né che vedesse di mal occhio la complicità fra quest'ultima e il marito Ludovico. Il Moro infatti, che era di generosa natura, faceva spesso a Isabella regali anche costosissimi: una volta le donò quindici braccia di un tessuto tanto prezioso da costare quaranta ducati al braccio - una somma strepitosa - dicendo di averne fatto confezionare già un abito per Beatrice. Secondo la ricostruzione di Silvia Alberti, Ludovico ricercava nella cognata quelle soddisfazioni che non riceveva più dalla moglie, resa indipendente dalle cospicue donazioni: "Beatrice era ormai avvezza ai doni, inoltre era ricca e non aveva più bisogno di lui per ordinare un drappo da duecento ducati, o un ricamo che ne valeva il doppio. L'entusiasmo dei primi tempi andava scemando nell'abitudine e il Moro non godeva più tanto nel sorprenderla con la sua generosità. Lo sguardo della cognata davanti alle tredici braccia del nuovo tessuto d'oro riccio, ricamato a colombe, rappresentava invece una giusta soddisfazione, che lo faceva sentire potente, magnanimo, amato".

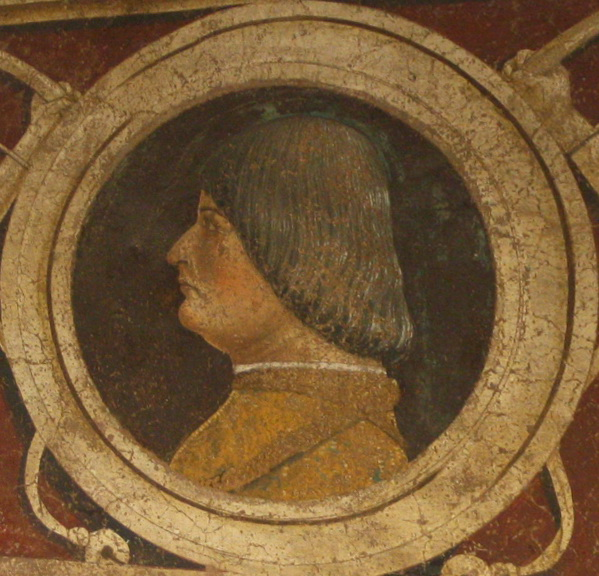
Ludovico il Moro, cognato di Isabella. Tondo dal fregio rinascimentale strappato al castello visconteo di Invorio Inferiore

Successivamente alla morte della moglie, Ludovico giungerà ad alludere a una relazione segreta con Isabella, sostenendo che fosse per gelosia della moglie che il marchese Francesco facesse il doppio gioco tra lui e la Signoria di Venezia. Questa e simili voci, diffusesi fino a Venezia, indignarono Francesco, che pregò il suocero Ercole di fare un'indagine. Quest'ultimo prontamente smentì ogni pettegolezzo, dicendo che era "molto alieno dal vero e dal verosimile, non solo per la qualità del fatto, il quale è incredibile, ma anche per la disonestà delle parole riferite, che non si sarebbero usate a carico di alcuna anche infima persona".
Altri definirono invece l'atteggiamento di Beatrice nei confronti della sorella come da "secondogenita complessata" per via del fatto che, nella lettera di felicitazioni a Isabella per la nascita della piccola Eleonora - la quale, essendo femmina, deluse incredibilmente la madre - ella aggiunse in ultimo i saluti del proprio figlioletto Ercole a "soa cusina", pur non avendo il bambino ancora compiuto un anno d'età, cosa che storici quali Luciano Chiappini interpretarono come una sorta di beffa, di "raffinata malizia", "uno schiaffo affibbiato con garbo e grazia". In effetti, se Isabella fu sempre la figlia più amata dai genitori, Beatrice era stata viceversa ceduta al nonno, e solo col parto del primogenito aveva ottenuto la propria rivalsa.
Altri dispetti tra sorelle risalgono alle settimane subito seguenti la battaglia di Fornovo: Beatrice, che si trovava all'assedio di Novara insieme al marchese Francesco, desiderava vedere il bottino sottratto alla tenda di re Carlo VIII durante la battaglia, bottino che tuttavia Francesco aveva già inviato alla moglie a Mantova. Egli scrisse alla moglie per farlo avere alla cognata, ma Isabella rispose che non era tanto disposta a cedere questo onore alla sorella e, con la scusa che le mancasse un mulo, pregò il marito di inventare qualche espediente:
donato a me prima questo apparamento. Certo quando io non l'havesse veduto non me ne curaria tanto: ma havendomelo mandato a donare V. Ex et considerando essersi aguadagnato col periculo de la vita sua, sia certa che lo differisco ad altri cum le lacryme a li ochij.»
(Lettera di Isabella al marito 24 luglio 1495)

Beatrice rispose che non era sua intenzione sottrarre il bottino alla sorella, ma che aveva solo desiderio di vederlo tutto insieme per poi restituirglielo. Francesco scrisse asciuttamente alla moglie che, sebbene Beatrice "per [la] gran modestia che regna in lei" gli aveva detto di non volerlo più proprio per non dispiacere alla sorella, egli ugualmente aveva deliberato di donarglielo per non mancare alla promessa fattale. Isabella si rassegnò perciò a inviarlo. 

Isabella in Nero, interpretata come l'idealizzazione di Tiziano della 62enne Isabella (1536); rappresentazione diffusa ma non sicura

Intanto a Beatrice venne in mente di procurare "una femina de partito", cioè una prostituta d'alto rango, a Francesco, e ne avvisò la sorella per tramite di Girolamo Stanga, dichiarando di farlo "a bon fine et per evitare magior male", vale a dire per evitare che il cognato, perseverando nella sua promiscuità sessuale, contraesse il terribile malfrancese e contagiasse poi anche la sorella, ma forse anche per ingraziarselo. Isabella, che evidentemente non la prese troppo bene, quasi sentendosi rimproverata la sua prolungata lontananza dal coniuge, reagì chiedendo a Girolamo Stanga se Beatrice fosse consapevole o meno che anche suo marito la tradiva, a onta della sua presenza costante. Poi mostrò di preoccuparsi anch'ella dell'incolumità di Francesco, ma senza nominare la femmina di partito: sul finire di agosto lo rimproverava per le sue prodezze sotto Novara, scrivendo: "non me piace già che la se metti sempre a tanto periculo de la persona sua como la fa; però la prego e supplico voglia havere gran advertentia a conservarsela et non se exponere ad ogni impresa periculosa, perché molto bene satisfae al officio et debito suo, quando la governa et comanda a li altri". Ella insomma auspicava che il marito non combattesse, piuttosto si limitasse a comandare e a stare in disparte guardare, come faceva il cognato Ludovico, ma ciò non era nella natura di Francesco.

Nell'ottobre Francesco scriveva alla moglie dispiaciuto ch'ella non fosse lì con loro a vedere l'esercito prima che si sciogliesse, "che haresti veduta una cosa ch'è gran tempo non fu vista in Italia e forsi da' Romani in qua", ma non sembra ch'egli l'avesse sollecitata a venire, probabilmente poiché aveva a cuore la sua incolumità (gli accampamenti erano luoghi pericolosi, dove scoppiavano spesso violentissime risse, e la stessa Beatrice era stata salvata in un'occasione da Francesco, quando rischiò di essere violentata da qualche migliaio di mercenari alemanni). Isabella d'altronde aveva già avuto una disavventura con alcuni soldati genovesi che, al suo entrare in città nel 1492, la circondarono per appropriarsi della sua cavalcatura e dei finimenti, secondo quanto prevedeva l'usanza. Così raccontò poi al marito: "non hebbi mai la magiore paura; et straciorno in pezi tutto il fornimento, et gli cavorno la briglia nanti ch'io potesse smontare, non obstante che 'I Gubernatore se gli intromettesse et ch' io voluntariamente ge la offeresse. Né mai me perse d'animo, se ben fra tante partesane havesse paura de desgracia. Finalmente aiutata me sbrigai da le man loro".

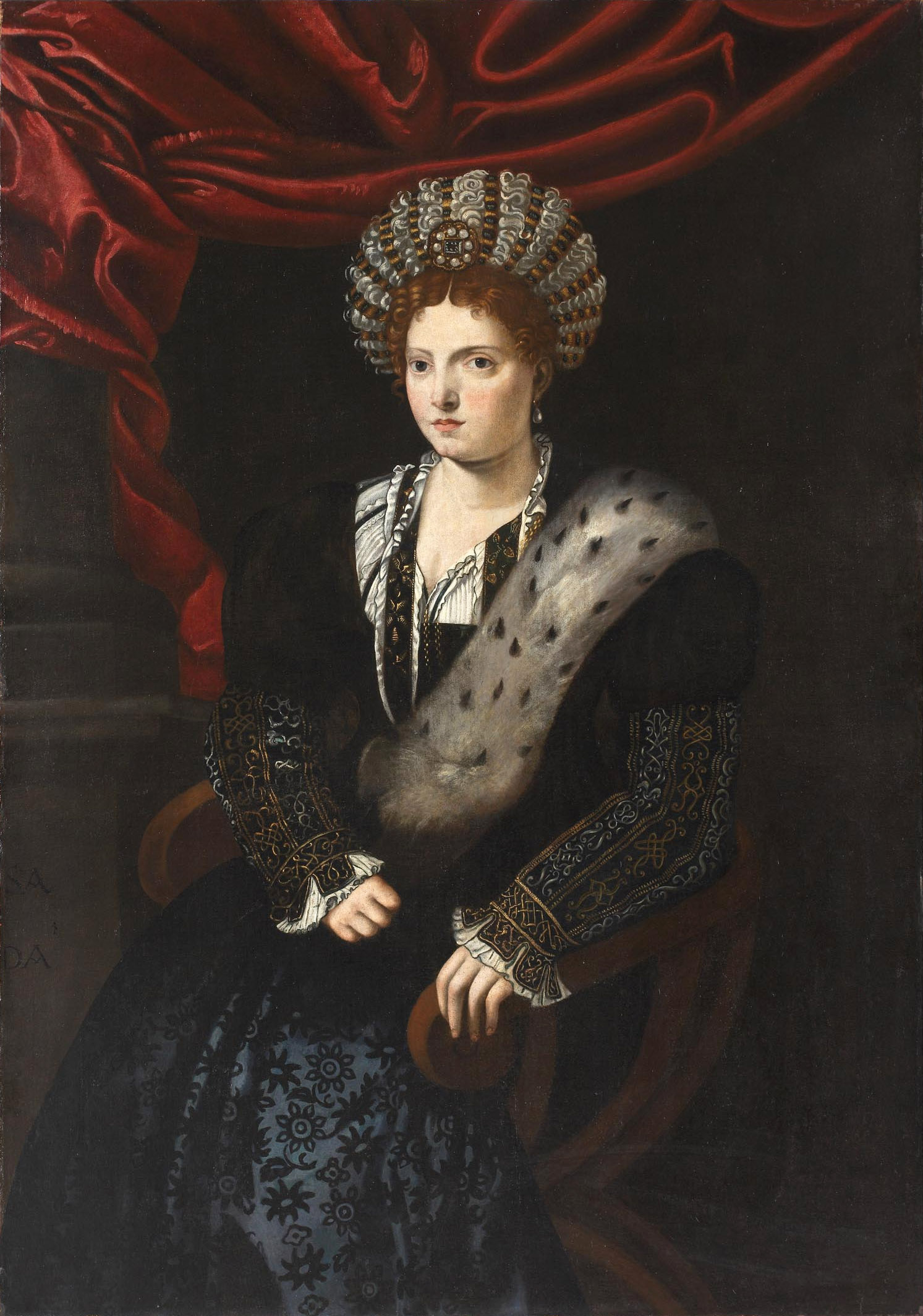
Variante seduta della Isabella in Nero.

Avendo anche ricevuto educazioni diverse, le due sorelle erano del resto l'una l'opposto dell'altra: Isabella, più simile alla madre, era dolce, aggraziata e amante della tranquillità; Beatrice, più simile al padre, era irruenta, avventurosa e aggressiva; Beatrice amava tirar di balestra, Isabella aveva "la mano tanto legere che non potemo sonar ben [il clavicordio], quando bisogna per dureza de tasti sforzarla". Furono però accomunate dalla volontà di primeggiare in ogni cosa. Robert de La Sizeranne scrisse che "In confronto a Beatrice, Isabella era una sorella povera; ma in confronto a Isabella, Beatrice era una bambina pazza".
Negli ultimi duecento anni storici e scrittori si divisero nella preferenza per l'una o per l'altra: molti - come Francesco Malaguzzi Valeri e Maria Bellonci - si rammaricarono che Ludovico non avesse, solo per poco, sposato Isabella, fantasticando sugli splendori che Isabella avrebbe saputo portare a Milano, in condizioni di maggiore benessere che non a Mantova, e di come avrebbe potuto distogliere il Moro dalla sua politica perversa. Questi giudizi non furono disgiunti da un palese disprezzo nei confronti della secondogenita, come nel caso di Alessandro Luzio, che scrive: "La fortuna che si fè gioco di questo Sforza, facendolo passare dalle altezze più luminose a' più foschi abissi della miseria, gli aveva nell'aprile del 1480 scambiato un astro benefico con una sinistra meteora".
In verità altri storici, fra cui lo stesso Rodolfo Renier, collega del Luzio, giudicarono che Beatrice fosse la moglie più adatta per Ludovico, poiché seppe, con la propria audacia, infondere coraggio nell'insicuro consorte, e acquisì spessore politico già nella prima giovinezza, tanto da essere risolutiva nelle situazioni di maggior pericolo, mentre Isabella poté vantare un ruolo in questo senso solo negli anni della maturità. Pesò sicuramente in questi giudizi anche il diverso destino toccato alle due sorelle: Isabella visse sessantacinque anni, Beatrice morì a ventuno.
Fu a partire da questa tragica perdita, per la quale si mostrò inconsolabile, che Isabella s'impegnò a sostenere la causa del cognato presso il marito Francesco, che gli era invece avverso. Così continuò a fare fino alla caduta dello Sforza, nel 1499, quando cambiò repentinamente partito e dichiarò di essere "buona francese". Le sue simpatie per il cognato, infatti, non erano state esenti da una certa dose di sentimentalità: questa sua "debolezza, l'affettuosa amicizia con Ludovico il Moro, ma forse qui giocava anche un inconscio spirito di rivalsa verso la sorella Beatrice, rischiò di pagarla cara, mettendo a repentaglio la sorte di Mantova: bastava poco allora, un'alleanza, un'amicizia sbagliata, per perdere uno stato".

#### Un matrimonio difficile
Il rapporto tra Isabella e il marito negli anni si rivelò spesso teso, a tratti tesissimo, sia per le divergenze politiche fra i due, sia per la difficoltà nella procreazione di un erede maschio, cui si aggiungevano le accuse rivolte al duca Ercole d'Este di pluritentato omicidio verso il genero. In verità Francesco dal canto suo fu sempre fierissimo delle proprie figlie femmine e giammai se ne mostrò deluso, anzi fin dall'inizio si dichiarò innamoratissimo della primogenita Eleonora, nata nel 1493, nonostante l'assoluta delusione di Isabella che rifiutò la figlia, la quale venne poi molto amorevolmente educata da sua cognata Elisabetta, che a causa dell'impotenza del marito non ebbe mai figli. Quando nel 1496 nacque la secondogenita Margherita, Isabella si mostrò tanto arrabbiata da scrivere al marito, il quale allora combatteva i francesi in Calabria, una lettera in cui scaricava su di lui la colpa, dichiarando ch'ella non faceva altro se non raccogliere i frutti del suo seminato. Francesco rispose di essere invece felicissimo della nascita della figlia - la quale tuttavia non fece in tempo a conoscere, essendo morta in fasce - e vietò anzi a chiunque di mostrarsene scontento.

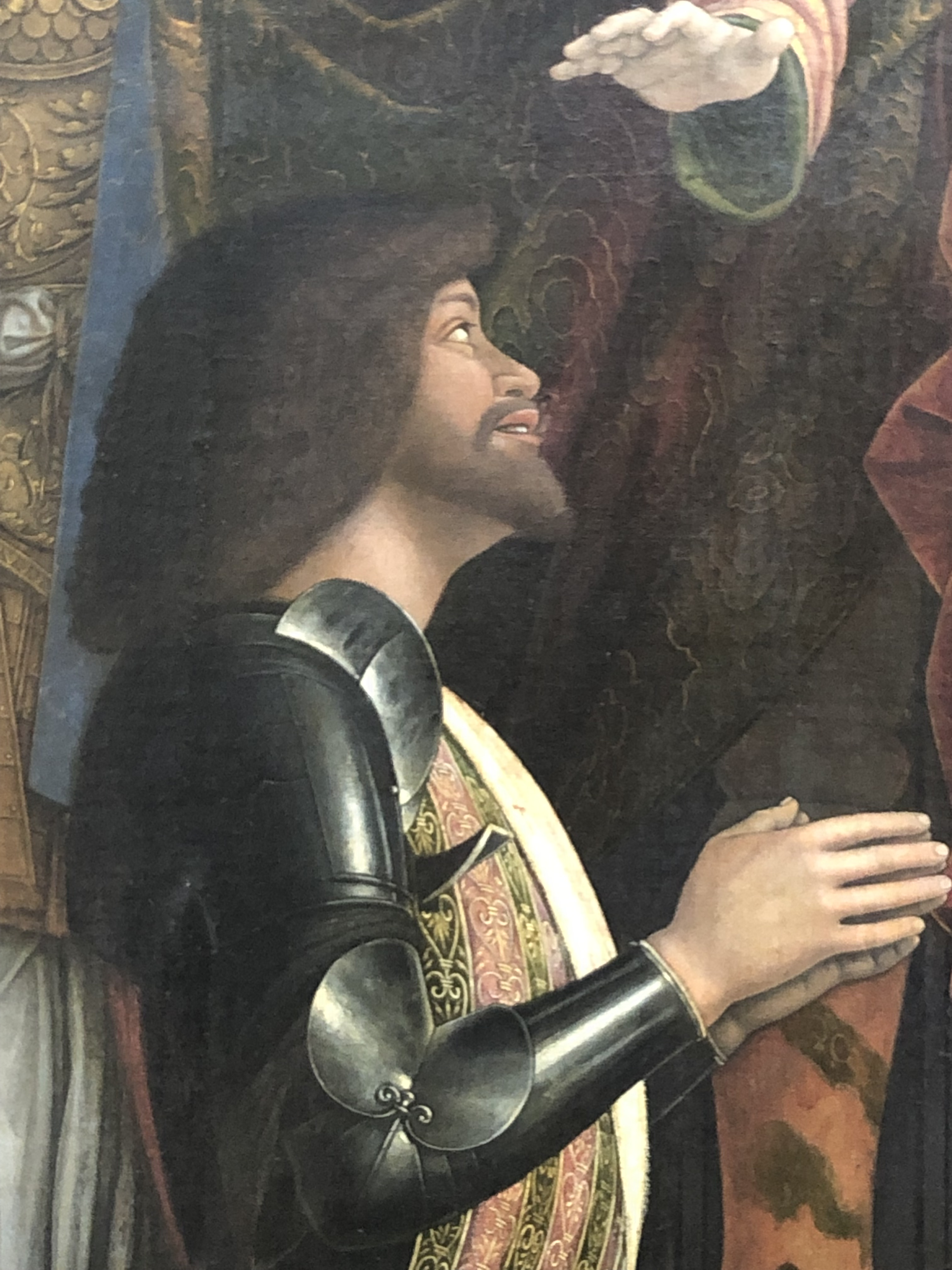
Il marito Francesco in armatura nella Madonna della Vittoria

I due non formarono mai una coppia unita, affiatata, partecipe degli interessi l'uno dell'altra, quale formarono invece i cognati Ludovico e Beatrice. Le tensioni tra Isabella e Francesco finirono anzi per sfociare in una sorta di odio reciproco, dove l'uno tentava di prevalere sull'altro a discapito del bene comune, a causa del fatto che Isabella avrebbe voluto, come la sorella, una maggiore partecipazione politica e una maggiore considerazione da parte del marito, mentre Francesco, a differenza di Ludovico, mal sopportava l'intromittenza della moglie e i partiti da lei presi, che lo mettevano sovente nei guai coi suoi alleati. Se Ludovico conduceva con discrezione le sue relazioni extra-coniugali e Beatrice fingeva convenientemente di non vederle, Francesco non si curava di nascondere le proprie innumerevoli amanti (sia uomini che donne), le quali mandavano su tutte le furie Isabella, tanto che una volta, in seguito all'ennesima scenata di gelosia, Francesco rimise al suo posto la moglie dicendo: "Ve ricordiamo che siamo marchese de Mantua, né vi è alcun altro che nui". Nel 1507 Isabella aveva infatti malmenato una sua giovanissima dama di compagnia (Francesco la definisce una "putta", cioè una bambina), Isabetta, e tagliatole i capelli in preda alla collera, accusandola di aver sedotto il marchese. Francesco rispose che egli non era né prete né frate, ma che la moglie aveva fatto male a picchiare la giovane, poiché Isabetta non aveva mai avuto nulla a che fare con lui, e avrebbe dovuto piuttosto prendersela con quelle dame che davvero si erano comportate disonestamente e fatte ingravidare. Egli del resto aveva una sua amante ufficiale, la bergamasca Teodora Suardi, che si portava dietro dovunque e che compariva al suo fianco alle feste in luogo della moglie. Da Teodora Francesco Gonzaga ebbe tre figli illegittimi.
Ma pare che Isabella si preoccupasse sinceramente della salute del marito: nel 1502, avendo saputo che Francesco aveva insultato il famigerato Cesare Borgia in pubblico, gli scrisse supplicandolo di stare attento a ciò che mangiava e a munirsi di assaggiatori fidati, temendo che potesse essere avvelenato, sempre per via del fatto che, col suo stile di vita zingaresco, il marchese fosse abituato a farsi servire da chicchessia, senza badare alle mansioni assegnate; già prevenendo una risposta derisoria del marito, ella lo pregava di non ridere della sua preoccupazione e di non dire "che le donne sono vile e hanno sempre paura", poiché la "malignità" di Cesare Borgia era assai maggiore del timore di lei.
Francesco del resto, essendo un condottiero, non era quasi mai a casa, ma di continuo in viaggio: la stessa secondogenita Margherita fu concepita nei pochissimi giorni tra il suo ritorno dall'assedio di Novara e la sua partenza per la Calabria. Isabella, scherzando (ma non troppo), gli diceva che avrebbe preferito "essere mogliere de uno poltrone che d'uno valenthomo", cioè di un marito che la sera tornasse a casa e non di un condottiero, infatti lo invitava a guardarsi dai pericoli e a non volere "essere de li primi sempre", ma gli assicurava che non avrebbe voluto altro tipo di marito che lui, perlomeno "in qualche cosa, ma in qualche altra lo cambiaria [cambierei] volentiera".

Anche a Isabella piaceva viaggiare, ma, diversamente dalla sorella, non seguì mai il marito nei suoi spostamenti militari, preferendo alternare gite nel mantovano a lunghe permanenze presso i parenti di Ferrara. Solo nel 1500 nacque finalmente l'attesissimo figlio maschio Federico, che fu il più amato da Isabella. Nello stesso anno incontrò il re di Francia Luigi XII a Milano in missione diplomatica per convincerlo a non inviare le sue truppe contro Mantova. Seguirono altri incontri ufficiali anche in anni successivi, come nel 1507, e il re si mostrava molto galante con lei, ma, poiché Isabella non conosceva il francese, le occorreva l'intermezzo di donne che le facessero da interprete.

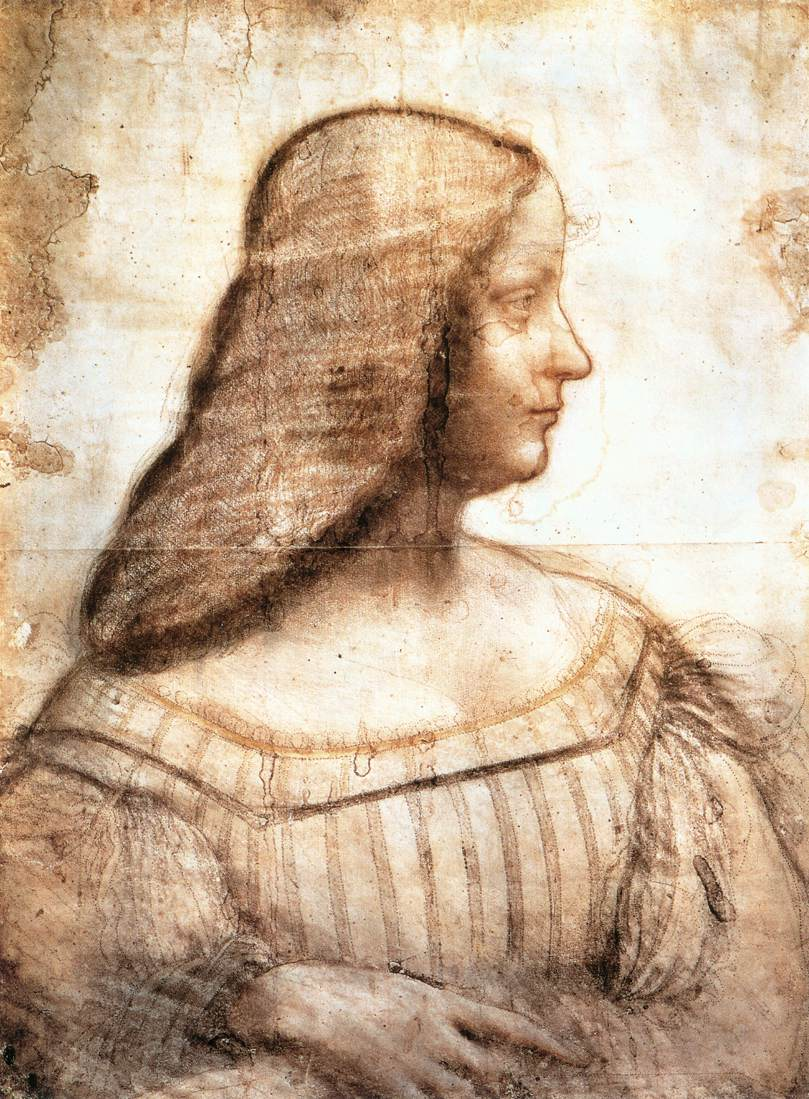
Leonardo da Vinci, Ritratto di Isabella d'Este, 1500 circa

Isabella mostrò inoltre grande abilità diplomatica e politica nei negoziati con Cesare Borgia, che aveva spodestato Guidobaldo da Montefeltro, duca di Urbino, marito della cognata e amica intima Elisabetta Gonzaga (1502). Si trovò a rivaleggiare con l'altra cognata Lucrezia Borgia, che nel 1502 aveva sposato suo fratello Alfonso e si intratteneva spesso con suo marito Francesco. Lucrezia aveva precedentemente avanzato proposte di amicizia a Isabella, che quest'ultima aveva freddamente e sdegnosamente ignorato. Dal momento in cui Lucrezia arrivò a Ferrara come promessa sposa di Alfonso, Isabella, pur avendo agito come accompagnatrice durante le feste di nozze, considerò Lucrezia come una rivale, che cercò di superare in ogni occasione. La vicinanza di Francesco a Lucrezia, la cui bellezza era nota, causò in Isabella, molto gelosa, sofferenza e dolore emotivo.

### Prima reggenza
Isabella svolse un ruolo importante a Mantova durante i tempi difficili della città. Quando il marito fu catturato nel 1509 a Isola della Scala e poi tenuto in ostaggio a Venezia, fu lei a prendere il controllo delle forze militari di Mantova. Certe voci iniziarono a diffondersi sulla mancata disposizione di Isabella a contrattare con le potenze nemiche per la liberazione del marito e sul fatto che complottasse coi fratelli per sottrargli lo Stato. La ragione principale era che, mentre i veneziani chiedevano, in cambio della liberazione del marchese, che il figlio Federico fosse inviato come ostaggio a Venezia, Isabella non acconsentiva a mandarlo sostenendo che fosse un inganno per privare il ducato allo stesso tempo sia del marchese sia dell'erede. Ella scriveva al marito assicurandogli che quelle di un suo presunto complotto erano solo falsità, che lo amava e che si stava adoperando al massimo per la sua liberazione, ma la pressione psicologica esercitata su di lei (anche per via dei veneziani che eccitavano il marito contro di lei) era tale che Isabella confessava di trovarsi spesso vicina alla disperazione e desiderosa di abbandonare il governo: "essendo io di carne et ossa, como sono, vengo molte volte in desperatione de levarmi da questo infelice governo, et lassare il stato in abandono".

Francesco fu liberato il 14 luglio 1510, grazie anche all'intervento di due ambasciatori gonzagheschi fra' Anselmo da Bologna e Ludovico Brognolo, quando Isabella finalmente accettò di dare in ostaggio il figlio Federico a papa Giulio II, a garanzia della condotta politica del marito. Sia l'imperatore Massimiliano I che il re di Francia Luigi XII espressero tuttavia forti dubbi sulle reali intenzioni del pontefice nei confronti del giovanissimo Federico, per ottenere il quale egli aveva lungamente insistito, dal momento che Giulio II era notoriamente omosessuale e uomo dai costumi corrotti.

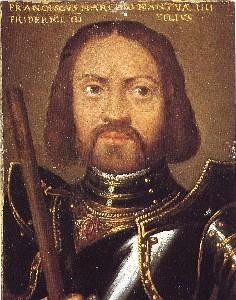
Francesco II Gonzaga, marito di Isabella

Il comportamento tenuto da Isabella durante la prigionia di Francesco provocò risentimento in quest'ultimo, che appena rientrato a casa escluse formalmente la moglie dalla guida dello Stato, ragion per cui la marchesa lasciò Mantova per soggiornare a Milano e a Genova. Nello stesso anno Isabella fu la padrona di casa del Congresso di Mantova, indetto per risolvere questioni riguardanti Firenze e Milano.
Ormai in età matura, e acquisita consapevolezza politica bastante a far da consigliera e da intermediaria anche ai parenti, Isabella cercò di aiutare i fratelli Alfonso e Ippolito nel conflitto che oppose il ducato di Ferrara al papato di Giulio II: poiché la situazione pareva disperata, Isabella prima suggerì ad Alfonso di umiliarsi di fronte al Papa presentandosi a Roma in veste di penitente, poi consigliò a Ippolito (che, benché cardinale, era a tutti gli effetti il capo militare del ducato) di consegnare Ferrara al Papa, anziché sostenere una difesa che appariva ormai disperata. I suoi consigli non furono seguiti, ma Alfonso e Ippolito riuscirono ugualmente a salvare Ferrara per mezzo delle armi.

### I numerosi viaggi
Nel 1513 Isabella fu nuovamente a Milano, dove era stato reinsediato il nipote Ercole Massimiliano Sforza, che non vedeva più da quand'era bambino, e i due "se abrazorno [abbracciarono] cum tanta alegreza, [che] se 'l fusse resusitata sua matre haverebbe bastato". Qui s'intrattenne in lazzi e feste non disgiunte da manovre politiche: dettero anzi scandalo i metodi con cui si accattivò le amicizie, ossia con l'intermezzo di ministre di Venere - così erano chiamate alcune delle sue dame incaricate di intrattenere sessualmente gli uomini da conto.
Fra queste spiccava la bellissima Eleonora Brognina che, già amata da numerosi mantovani, aveva poi fatto impazzire il vescovo Matteo Lang, detto "Monsignore Gurnense", rappresentante imperiale, il quale, benché prelato, con la Brognina "fece l'amor quanto gli parse". Si aggiunse poi il Viceré di Napoli Raimondo de Cardona, che fece a gara col Lang nel baciare la cortigiana, e neppure il duca Massimiliano si astenne dal partecipare al gioco: "Lo p.to Viceré, sforzato da lo amore grande verso essa Brognina, non si potté contenere che non gli donasse un baso; li p.ti S.ri vedendo questo dolce atto, et prima Mons. Gurgense la basò similmente, e impiuto d'invidia il p.to. S.r. Duca [Massimiliano] volse anchor lui far il mede[s]mo [...], dicendo essere più conveniente a lui basarla che ad essi per esser giovine".
Di questi fatti era la stessa Isabella ad informare per lettera il marito. Francesco, tuttavia, se ne mostrò profondamente sdegnato, e qualcuno riferì alla marchesa ch'egli avesse insinuato che persino sua moglie si fosse resa "favola del volgo". Isabella rispose al marito con compostezza, ma fieramente, che in vita sua non aveva mai avuto bisogno di essere ammonita a comportarsi bene e che non aveva commesso alcunché per suscitare scandalo.
In verità una lettera di un informatore al cardinale Ippolito fornisce particolari - sconcertanti per gli stessi storici - sul tenore delle conversazioni che si facevano in quei giorni a Milano: in un colloquio privato tra la marchesa e il vescovo Matteo Lang, a cui l'informatore fece da interprete, non si discusse di altro "se non di foter et buzerare", ossia di rapporti sessuali di vario tipo ("buggerare" significa letteralmente "sodomizzare"), cantarono una canzone che diceva "tolle in mano", cioè "prendilo in mano", e il Vescovo invogliava Isabella a fare quello che diceva la canzone. Conclude l'informatore che furono dette molte altre cose "dishonestamente ma dolcemente anchora". Per mezzo di un terzo informatore sappiamo che lo stesso interprete, in lessico furbesco, sosteneva che la marchesa si stesse adoperando più per favorire i rapporti sessuali che non per ottenere la pace con Giulio II.
Il segretario Benedetto Capilupi si occupò di difenderla presso Francesco, il quale, tra l'altro, negò di aver mai parlato male della moglie e si meravigliò che qualcuno osasse riferirle simili menzogne, dicendo: "Io vederò adesso se mia mogliere mi vorrà bene et mi vorrà fare uno piacere, qual serrà la confirmatione de amore et pace fra noi; che la mi dica quando serrà ritornata chi è stato quello homo da bene che gli ha dicto o scritto ch'io mi dolio de lei che la tenghi cossì poco conto de l'honore mio et se porti tanto dishonestamente a Milano [...] non havendo mai usate simile parole né dimostrata mala satisfactione di lei". Aggiungendo che Isabella aveva il difetto di essere "troppo superba et troppo credula".
Il desiderio di pace coniugale era dovuto anche al fatto che fin dal 1509 Isabella avesse interrotto i suoi rapporti coniugali col marito, infermatosi di malfrancese (sifilide), e che essendosi adesso le piaghe risanate ed egli riacquistata gagliardia, Francesco - a detta del segretario - "voluntieri consumaria matrimonio cum V.S.", stimando che dovesse essere tornata come una vergine, e perciò la invogliava a "contentare il S.re et di voler recuperare il tempo perso. Il S.r è più giovine di me et io pure anchora mi trastullo, se ben non ho cossì bona robba come l'ha lui..." Veramente, a opinione di alcuni storici, anche Isabella fu affetta da sifilide.
Chiarito il malinteso, nondimeno Isabella affrettò il proprio rientro a Mantova. Il nipote Massimiliano tuttavia l'aveva presa come punto di riferimento (essendo orfano da tanti anni, chiamava Isabella "mia matre" e Francesco "mio patre") e aveva bisogno che la Brognina gli procacciasse i favori del Viceré, perciò pregò il marchese che volesse lasciare la moglie a Mantova ancora per qualche giorno. Isabella pareva essere tornata, come al tempo di Ludovico, fautrice della parte sforzesca: malgrado ella giurasse al marito di essere stata trattenuta contro la propria volontà dal nipote, il marchese andò su tutte le furie alla notizia che la moglie aveva sostenuto Massimiliano nella ribellione di Piacenza, sia per via della disubbidienza di lei, che non aveva voluto tornare a Mantova, sia perché dubitava che la sua presenza alla dedizione di Piacenza lo avrebbe messo in cattiva luce agli occhi della Chiesa, poiché, come dichiarò: "questo darà cagione, benché falsamente, di pensare che li abbiamo havuto intelligentia [trame segrete] et colpa. A noi dole et horamai havemo vergogna di havere per nostra sorte [disgrazia] una mogliere di quella sorte [specie] che sempre vol fare a suo modo e di suo cervello".
Tra il 1514 e il 1515 fu a Roma dove fece visita a papa Leone X, con un breve soggiorno presso i parenti reali a Napoli nel dicembre, accolta da manifestazioni di affetto e ammirazione.
Nell'aprile 1517 partì per un pellegrinaggio, per un voto fatto nella settimana di Pasqua dello stesso anno, presso l'eremo di Maria Maddalena, a Saint-Maximin-la-Sainte-Baume, in Provenza. Era scortata dal suo precettore Mario Equicola, da dignitari e cortigiani. Per l'occasione l'Equicola scrisse l'opuscolo Iter in Narbonensem Galliam, dedicato al figlio di Isabella, Ferrante Gonzaga, dove riportava dettagli del viaggio. La motivazione del viaggio era anche politica oltre che religiosa - e allegorica - per avvicinare la politica di Mantova a quella di Francesco I, re di Francia. Quest'ultimo aveva ospitato fino a qualche mese prima presso la sua corte il primogenito di Isabella, Federico Gonzaga.

### Seconda reggenza
Dopo la morte del marito, avvenuta nel 1519, la vedova Isabella, all'età di 45 anni, divenne un "devoto capo di Stato", come reggente del figlio Federico. La sua posizione richiese un serio impegno: fu necessario per lei studiare per affrontare i problemi di un governatore di una città-Stato. Per migliorare il benessere dei suoi sudditi, studiò architettura, agricoltura e industria, e seguì i precetti che Niccolò Machiavelli aveva previsto per i governanti nel suo libro Il principe. In cambio, gli abitanti di Mantova la rispettarono e le vollero bene. Ella giocò un ruolo importante nella politica italiana del tempo, rafforzando costantemente il prestigio del marchesato mantovano. Fra i suoi molteplici e importanti risultati vi furono l'elevazione di Mantova a ducato e il conseguimento del titolo di cardinale per il figlio minore Ercole.

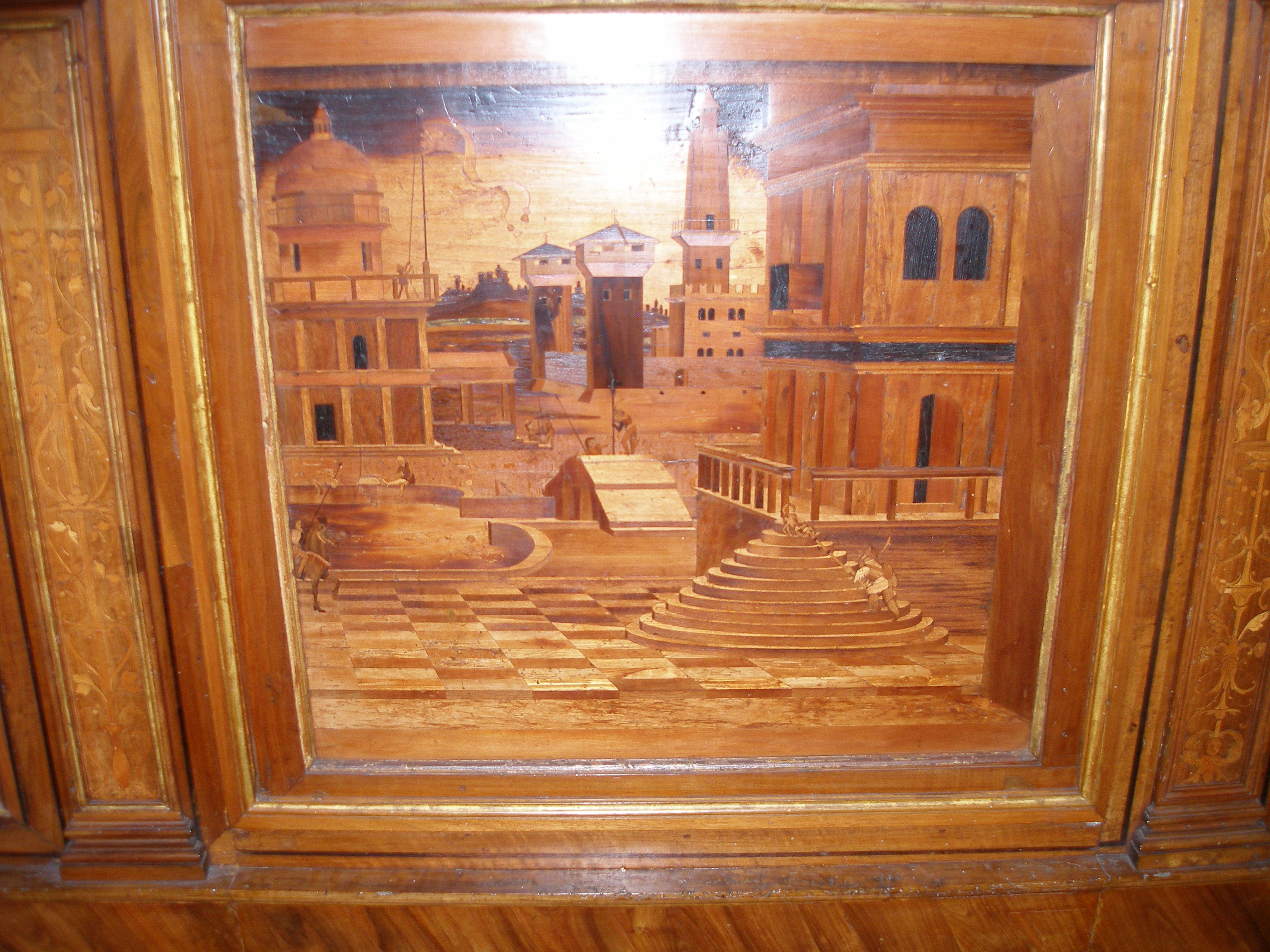
Antonio della Mola, Appartamento della Grotta di Isabella d'Este, tarsia lignea

### Il sacco di Roma
Due anni dopo, divenuto maggiorenne il figlio (1521), i due entrarono in contrasto (il giovane era legato all'amante Isabella Boschetti, sgradita a sua madre), tanto che Federico la estromise di fatto dalla vita politica di Mantova, negandole qualsiasi notizia che dall'esterno perveniva alla cancelleria. Fu forse questa la molla che spinse Isabella a allontanarsi dalla città per recarsi a Roma, nonostante la situazione politica tumultuosa. Nel 1527, infatti, fu testimone del Sacco di Roma e la sua dimora, palazzo Colonna, in cui aveva dato rifugio a circa 2 000 persone, fu l'unico edificio in tutta la città a non essere saccheggiato dai Lanzichenecchi, grazie alla protezione offerta da suo figlio Ferrante, capo di una milizia dell'esercito imperiale. Isabella accolse nel proprio palazzo alcune migliaia di nobildonne e nobiluomini romani, i quali le avevano offerto, in cambio della sua protezione, ingenti tesori e opere d'arte. Corse voce - raccolta poi dal Guicciardini - che Isabella avesse offerto rifugio alla nobiltà romana al fine di impossessarsi delle loro taglie. Come che fosse, i tesori così racimolati furono imbarcati pochi giorni dopo a Civitavecchia per essere trasportati a Mantova, ma finirono rubati dai pirati durante la traversata.

### Ultimi anni e morte
Tornata a Mantova, lasciò le stanze del castello di San Giorgio e si fece costruire un appartamento al piano terra di Corte Vecchia con il famoso studiolo, nel quale raccolse importanti opere di pittori del tempo. Si occupò della vicenda del matrimonio del figlio Federico, un'operazione molto ingarbugliata dall'ordine dei numerosi fatti: il ripudio della prima moglie Maria Paleologa, accusata di congiura da una cortigiana di Federico, poi la scelta di Carlo V di dargli in moglie la sua cugina Giulia, più anziana di lui e malvoluta dal popolo, la riabilitazione di Maria dopo che questa era diventata unica erede del feudo del Monferrato e, in seguito alla morte di lei, le definitive nozze con sua sorella Margherita Paleologa.

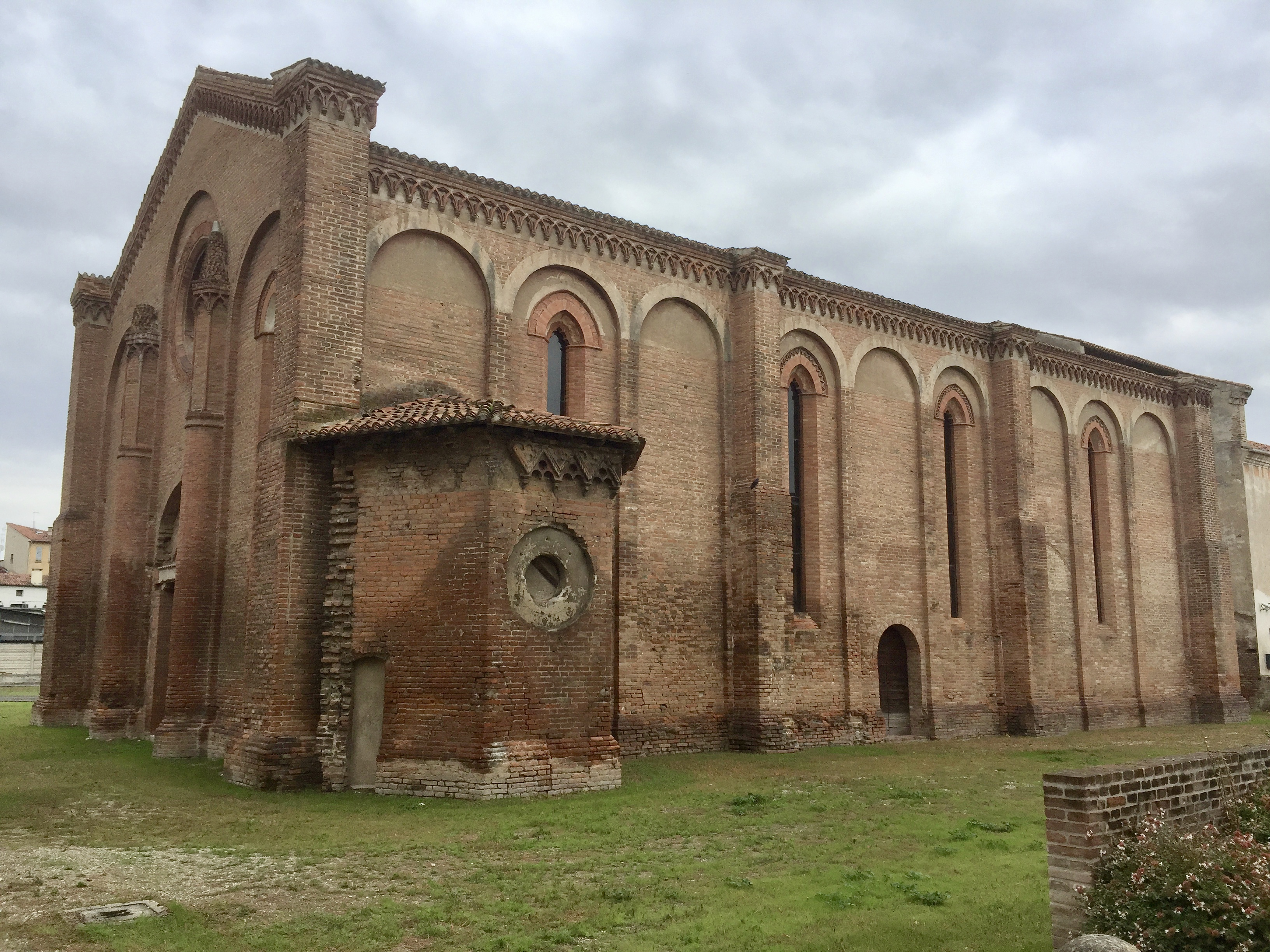
Mantova, chiesa di Santa Paola, luogo di sepoltura di Isabella

Isabella ricevette in eredità dall'amica contessa Margherita Maloselli Cantelmo, morta nel 1532, il convento in costruzione a Mantova delle Canonichesse regolari lateranensi di Santa Maria della Presentazione, che venne completato nel 1534 e chiamato dai mantovani "della Cantelma", in onore della sua fondatrice.
Fece di Mantova un centro di cultura, aprì una scuola per ragazze e trasformò i suoi appartamenti ducali in un museo, che conteneva i migliori tesori d'arte. Intorno ai sessanta anni, Isabella tornò alla vita politica e governò Solarolo, in Romagna, fino alla sua morte, avvenuta a Mantova il 13 febbraio 1539. Venne sepolta nella Chiesa di Santa Paola a Mantova insieme al marito Francesco II Gonzaga, in saio francescano; i resti, perduti nei secoli, furono poi ritrovati nel 1965 da don Costante Berselli e dal professor Ercolano Marani, analizzati e riconosciuti dall'allora primario di radiologia dell'Ospedale di Mantova professor Ivo Orlandini e sigillati "in due piccole casse di abete numerate una e due, chiuse con un lucchetto e sigillate con ceralacca dal notaio Ariberti" (precisamente, la cassa di Isabella d'Este era la numero due), ma sono successivamente misteriosamente scomparsi dal sarcofago.

### Testamento e inventario dei beni
Isabella testò davanti al notaio Odoardo Stivini di Rimini il 22 dicembre 1535 e una copia del testamento è conservata nell'archivio Gonzaga di Mantova. Isabella lasciò erede dei suoi beni il figlio Federico, mentre il contenuto della Grotta dato in godimento alla nuora, Margherita Paleologa. Il testamento è costituito da 23 fogli in pergamena ed elenca 236 voci nelle quali sono descritti monili, gioielli, vasi, manufatti in oro e argento, sculture e tutti i dipinti di grandi maestri raccolti nello studiolo (Mantegna, Perugino, Correggio, Lorenzo Costa e altri).

## Aspetto e personalità

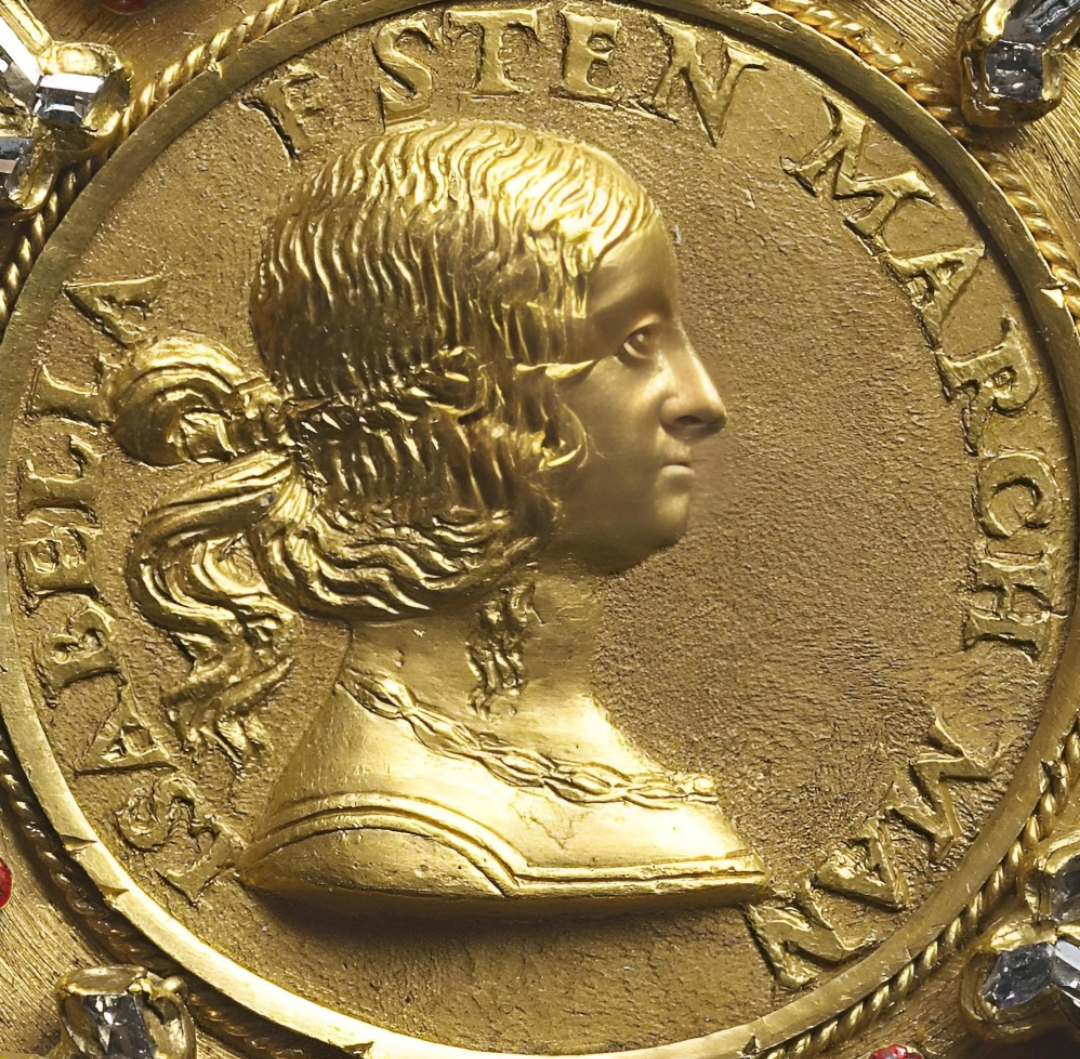
La medaglia di Isabella ad altissima definizione

### Aspetto fisico
È stata descritta come fisicamente attraente, sebbene fosse grassoccia e paffuta già nella medaglia del 1490. Mario Equicola la descrive "di corporatura quadrata, né gracile né obesa; capelli biondicci; occhi neri luminosi e nitidi [...]; naso graziosamente ricurvo (verso il basso); più abbondante e piena di rossore la faccia lattea [...]". Possedeva "occhi vivaci" e "grazia vivace". Unico Aretino le aveva appioppato il soprannome di "ficatella giottina", ossia fegatella ghiottona, perché era appunto "grassa come un tordo".

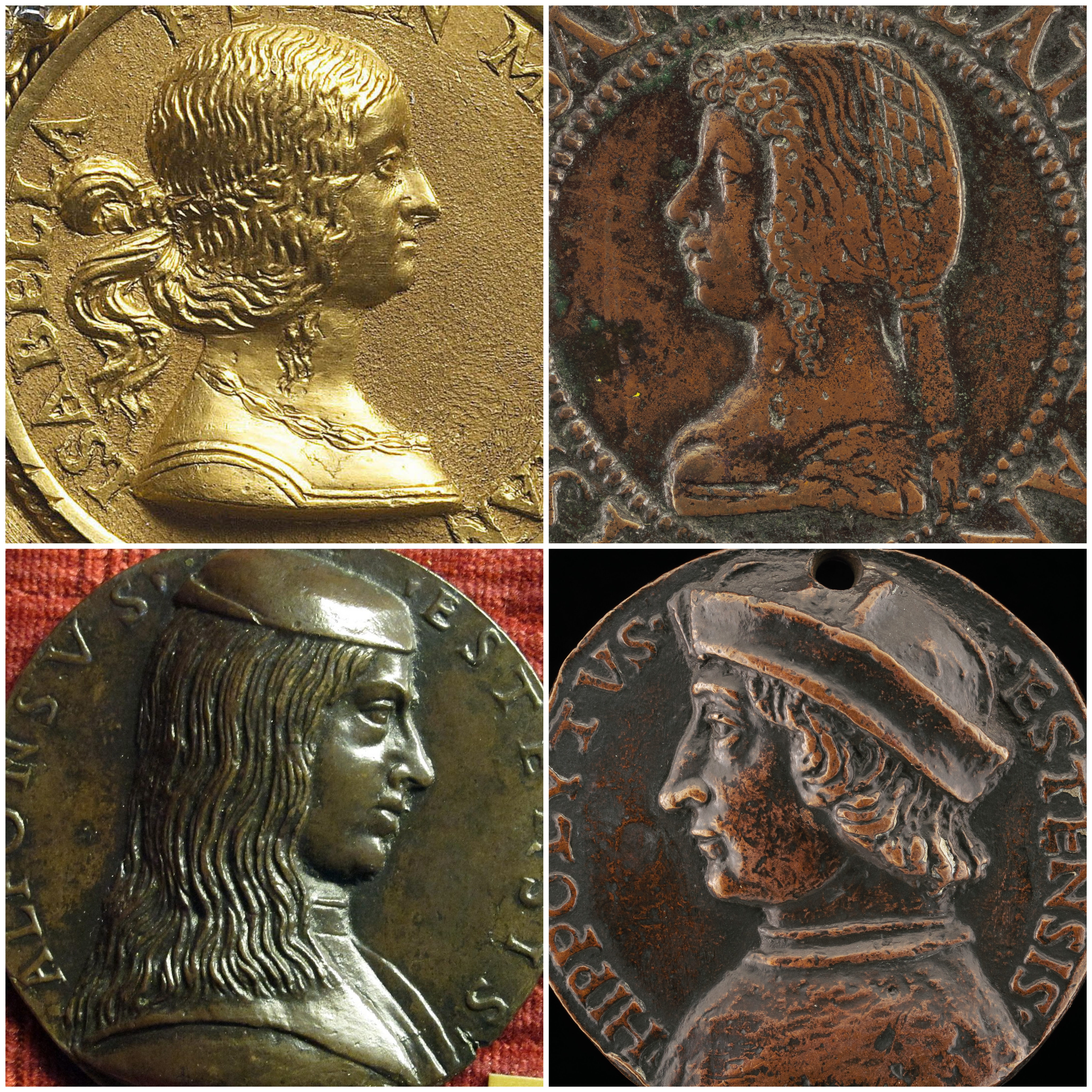
Medaglie dei fratelli d'Este a confronto: Isabella, Alfonso, Ferrante, Ippolito e Sigismondo avevano ereditato il tipico naso estense del padre; Beatrice quello leggermente all'insù della madre. Tutti inoltre erano bruni, fuorché Ferrante e Sigismondo, che avevano recuperato, come pare, il tradizionale biondo degli Este.

Dell'aspetto fisico di Isabella si interessò il re di Francia Carlo VIII, impenitente donnaiolo, il quale avendo già conosciuto la sorella Beatrice, che gli era piaciuta sommamente, volle sapere se Isabella le somigliasse:
(Jacopo d'Atri alla marchesa Isabella, lettera del 6 ottobre 1495)

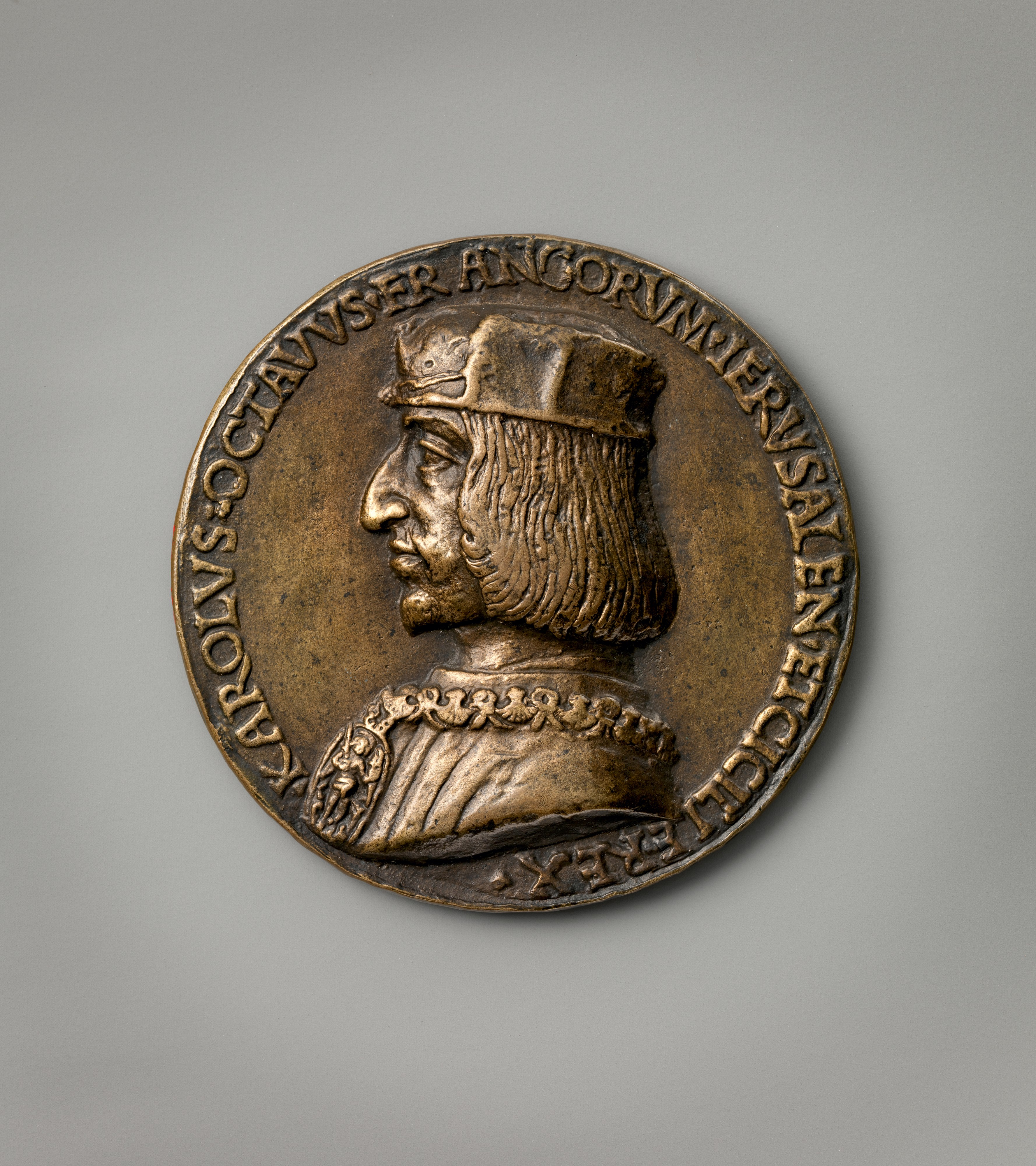
Carlo VIII re di Francia

Se ne deduce dunque che Isabella fosse, come la sorella, di bassa statura, cosa che rallegrò molto re Carlo il quale, essendo altrettanto basso, non voleva donne più alte di lui. Jacopo d'Atri comunica alla marchesa il proprio sospetto che il re sarebbe venuto a Mantova per baciarla "mille volte" come pure aveva baciato Beatrice, secondo l'usanza francese, e la rassicura a tal proposito dicendole che "non è così deforme come nostri il fanno" - Carlo infatti era descritto dagli italiani come bruttissimo - tuttavia l'incontro non avvenne mai, poiché poco dopo egli tornò in Francia. I cortigiani mantovani giudicavano che Isabella fosse più bella della sorella, ma la carenza di suoi ritratti non permette un sicuro raffronto tra le due, che discerna la verità dalle lodi.
Gian Giorgio Trissino la elogia come la più bella donna d'Italia nei suoi Ritratti, ma l'opera è viziata dalla sua natura encomiastica e non è perciò utile alla ricostruzione del suo aspetto fisico, tanto più che - tra i molti giri di parole - finisce per non descrivere affatto i suoi tratti somatici, bensì per "comporre" un'immagine ideale di Isabella selezionando le parti migliori dalle più belle donne d'Italia: Ericina e Bianca Trissino per Vicenza, Barbara Gonzaga per Milano, Tommasina Spinola per Genova (queste ultime due amate, forse platonicamente, da Luigi XII).
(Alessandro Luzio, La galleria dei Gonzaga venduta all'Inghilterra nel 1627-28: Documenti degli archivi di Mantova e Londra raccolti ed illustrati, L.F. Cogliati, 1913, p. 188.)
Isabella del resto si preoccupava molto del proprio aspetto, come si capisce da tanti piccoli dettagli. Nel 1499, dovendo inviare un proprio ritratto ad Isabella d'Aragona, lo mandò prima al cognato Ludovico Sforza, precisando però che "non mi sia molto simile, per essere uno poco più grasso che non sono io". Ludovico rispose che il ritratto gli era piaciuto molto e che era molto simile a lei, sebbene "alquanto demonstrativo de più grassezza", a meno che Isabella non si fosse "facta più grassa dapoi che noi la vidimo". Isabella stessa ammetteva la propria sovrabbondanza in una lettera al marito del 1509: Francesco le inviò delle pernici, scherzando sulla pinguedine della moglie, e Isabella rispose che, se anch'ella dovesse affrontare tutte le difficoltà che affrontava lui con "questi poltroni de' francesi", forse "non seria [sarei] così grassa".
Con l'età la sua figura andò incontro ad una inesorabile decadenza: Pietro Aretino, in una propria opera, la definisce "mostruosa marchesana di Mantova, la quale ha i denti di ebano, le ciglia d'avorio, disonestamente brutta e arcidisonestamente imbellettata".

### Personalità
Isabella veniva lodata per la sua grazia, la sua accortezza e la sua maturità, ma soprattutto per la sua elevata cultura. Sua caratteristica peculiare fu infatti la passione per il collezionismo, e sembra che alle arti e alle lettere avesse dedicato tutto il proprio tempo, poiché non risultano altre attività da lei praticate.
Il cognato Ludovico la lusingò più volte definendola "animosa" e desiderava di averla a Milano per confrontarla con la sorella Beatrice nelle cacce, così da "fare de l'animosità de l'una et de l'altra experientia", sebbene ammettesse che Isabella non avrebbe potuto competere con Beatrice ("Benché cognosco tale esser l'animo de la III. mia consorte sua sorella che, quando la [lei] fosse stata presente alle dicte cacie, non sciò [so] come havesse potuto reportare la victoria"). Tuttavia non risulta che Isabella si dilettasse di caccia: nelle poche attestazioni in cui risulta presente, è descritta o si descrive sempre come spettatrice e mai come parte attiva.
Era appassionata di astrologia e di magia. Una volta, consultato un famoso astrologo, e ricevutone il responso di riguardarsi per un certo periodo dell'anno, "Isabella rimase spaventata e per qualche tempo si astenne dall'andare a cavallo". Del resto era già capitato che cadesse da cavallo e dubbio è anche se le piacesse cavalcare: si ha una lettera della cognata Elisabetta diretta al marchese Francesco, dove elogia l'abilità di Isabella che era andata in quel giorno a cavalcare in un campo; d'altra parte Isabella è quasi sempre attestata in groppa alle più mansuete mule e nel 1493, avendole il re di Francia inviato in dono un gagliardo cavallo, il marchese lo trattenne per sé senza neppure mostrarlo alla moglie, dicendosi certo che tanto non lo avrebbe adoperato e che sarebbe stata maggiormente contenta di saperlo in mano di lui.

Tra i difetti che le vengono imputati, a oscurare i suoi pregi, vi sono l'invidia e l'egocentrismo. Una lettera anonima proveniente dall'Accademia romana e indirizzata alla stessa marchesa e alla cognata Elisabetta Gonzaga, scritta in seguito alle feste ferraresi per le nozze del 1502 cui le due donne avevano preso parte, descrive Isabella come ingorda, avida, sciatta e piena di difetti, fra cui il fatto che, pur non essendo più giovanissima, si conciasse in maniera tale da voler sembrare una ragazzina. La marchesa, secondo Mario Equicola, a causa di questa lettera era "in su le furie".

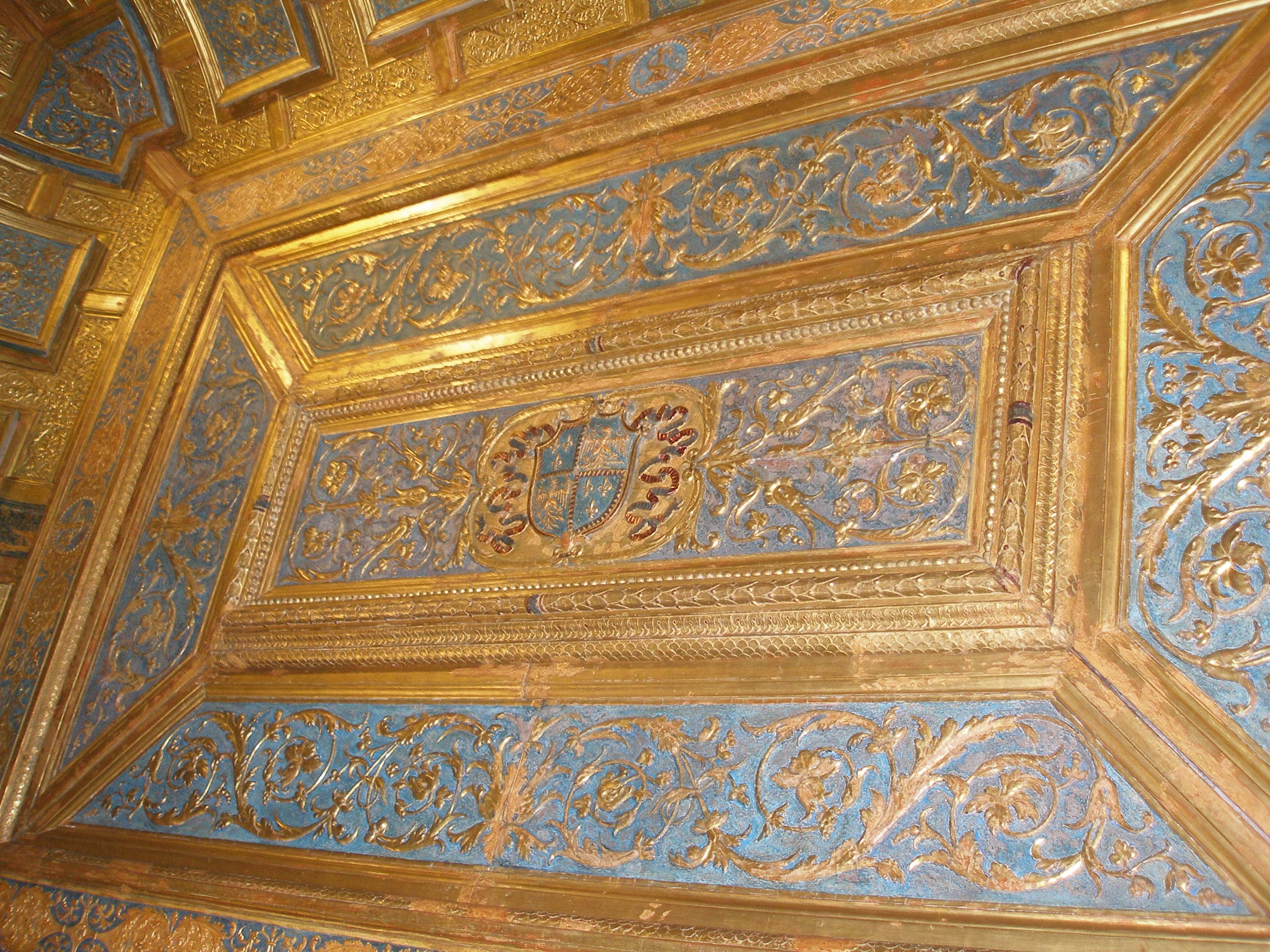
Mantova, Palazzo Ducale, soffitto dello Studiolo di Isabella d'Este con stemma

Quanto alle relazioni parentali, gli storici si sorprendono del "pessimo rapporto" che Isabella ebbe con le sue figlie femmine, nonostante tra lei e la madre vi fosse stata una grande intesa: la primogenita Eleonora, ignorata fin dalla nascita, fu ceduta all'amorevole cognata Elisabetta, la secondogenita Margherita morì nell'indifferenza della marchesa la quale, pur conoscendo le precarie condizioni di salute della neonata, decise comunque di partire per un viaggio, apprendendo della sua morte lungo la strada, mentre le altre due figlie sopravvissute, Ippolita e Livia, furono chiuse ancor piccolissime in convento. Le sue attenzioni furono tutte rivolte al primogenito maschio e al piccolo Ercole.

### Giudizi
Durante la sua vita poeti, papi e uomini di Stato resero omaggio a Isabella. Papa Leone X la invitò a trattarlo con "tanta cordialità come si farebbe con tuo fratello". Pietro Bembo, la descrisse come "una delle più sagge e più fortunate tra le donne", mentre il poeta Ariosto le dedicò vari versi di apprezzamento nel suo Orlando Furioso:
(Ludovico Ariosto, Orlando Furioso XIII, 59)
Oggigiorno è conosciuta come la primadonna del Rinascimento, secondo un'espressione coniata dagli studiosi moderni. Giudizi meno intrisi di lodi, anzi assai duri, furono invece espressi dal pontefice Giulio II, uomo pur di corrotti costumi, che, in disaccordo con la condotta di Isabella, giunse a chiamarla perfino "quella ribalda putana". Giudizio non dissimile aveva espresso pure lo stesso marito Francesco il quale, ormai prigioniero dei Veneziani, accusava la moglie di non volergli bene e d'essere anzi stata causa della sua rovina, riferendosi a lei come a "quella putana di mia moier [moglie]". La cognata Elisabetta la chiamava la Traditrice d'Urbino.

## Attività culturali
Isabella d'Este è famosa come uno dei più importanti mecenati del Rinascimento; la sua vita è documentata dalla sua corrispondenza, che è ancora archiviata a Mantova (circa 28 000 lettere ricevute e copie di circa 12 000 lettere scritte).
I coniugi furono patroni di Ludovico Ariosto mentre questi stava scrivendo l'Orlando Furioso ed entrambi furono molto influenzati da Baldassare Castiglione, autore de Il Cortegiano, un modello di decoro aristocratico per duecento anni. Ospitò presso la sua corte anche il poeta Matteo Bandello. Fu su suo suggerimento che Giulio Romano venne convocato a Mantova per ampliare il castello e altri edifici. Sotto gli auspici di Isabella la corte di Mantova divenne una delle più acculturate d'Europa. Tra i tanti importanti artisti, scrittori, pensatori e musicisti che vi giunsero ci furono Raffaello Sanzio, Andrea Mantegna, e i compositori Bartolomeo Tromboncino e Marchetto Cara. Isabella venne ritratta due volte da Tiziano, e il disegno di Leonardo da Vinci che la ritrae (preparatorio per un dipinto a olio scomparso e attribuito al maestro, poi ritrovato in un caveau di una banca svizzera il 10 febbraio 2015) e che eseguì a Mantova nel 1499, è esposto al Louvre.

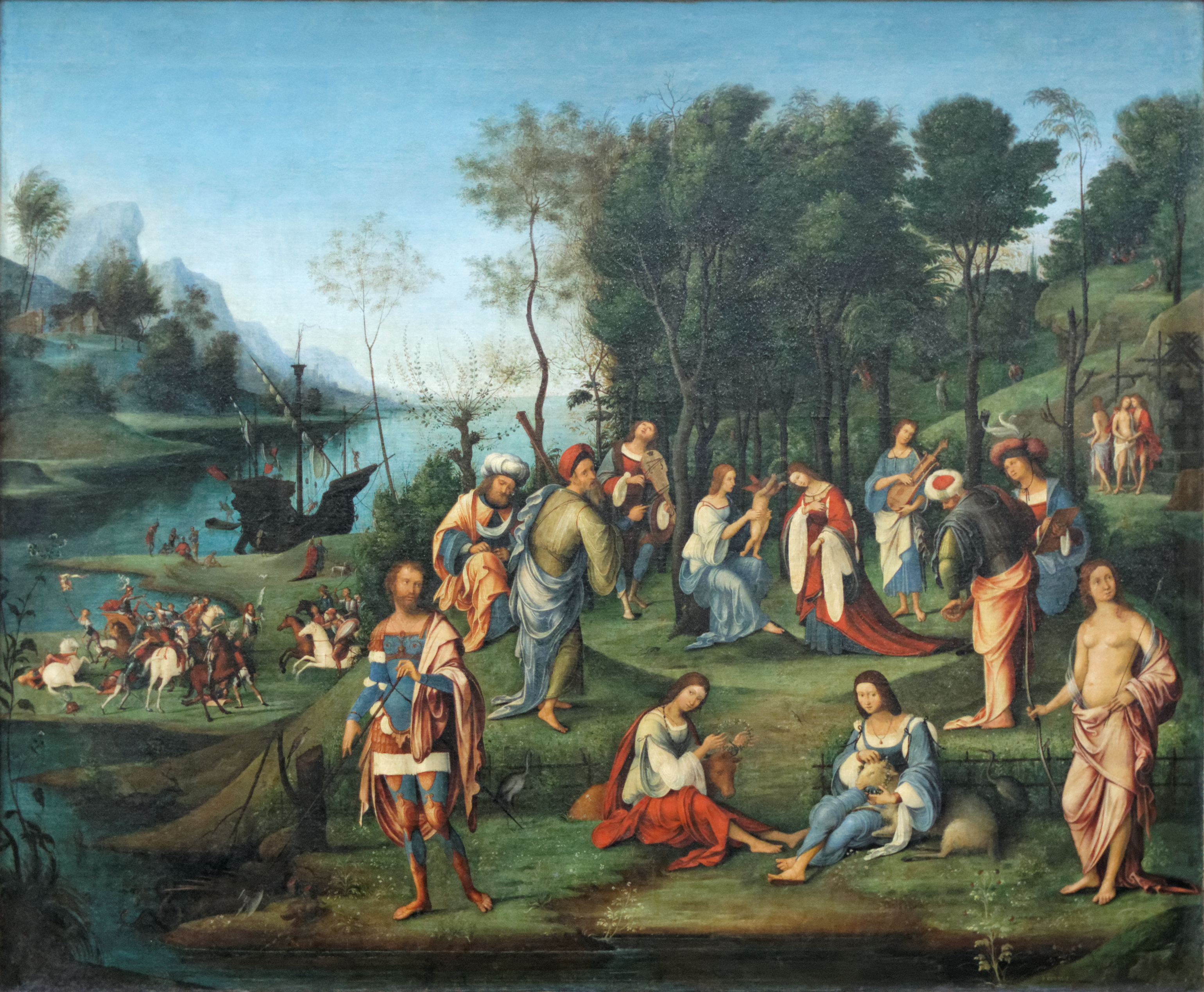
Lorenzo Costa, Isabella d'Este nel regno di Armonia, Museo del Louvre, Parigi, 1505.

Non tutti i letterati di cui si circondava Isabella erano graditi al marito Francesco: il rinomato poeta Vincenzo Calmeta, migrato a Mantova dopo la morte dell'amata Beatrice, di cui era segretario, e carissimo anche alla cognata Elisabetta, finì addirittura con l'esserne perseguitato, sebbene rimanga oscuro quale imperdonabile sgarbo avesse egli commesso per guadagnarsi l'odio implacabile del marchese. Quest'ultimo scriveva alla sorella Elisabetta nel 1507: "io non potria sentire né ricever il magior dispiacer che vedermi ricerchato [raccomandato] da V. S. [Vostra Signoria] in favore de Vincentio Calmetta, quale non sento nominare senza mio gran disturbo et molto fastidio, per causa ho de non volerli bene [...] et sij certa che alla sua prima [lettera] non feci resposta solum per l'odio [che] porto ad esso Vincentio". E in rimprovero al fratello Sigismondo: "Circa il Calmetta non posso già far che non me resenti [risenta] alquanto, perché una persona tanto odiata da noi, quanto è il Calmetta, sia accarezata et ben vista da quelloro [coloro] che mi doverieno [dovrebbero] amare, et odiar quelli che odio e non tenirne tanto conto". Secondo Alessandro Luzio, già prima del 1502 Vincenzo si pavoneggiava del favore accordatogli da Isabella. Secondo Stephen Kolsky, l'odio del marchese non sarebbe derivato da gelosia ma, al contrario, da una difesa della moglie e della sorella, le quali sarebbero state infamate da Vincenzo: in seguito alle feste ferraresi per le nozze di Lucrezia Borgia con Alfonso d'Este fu diffusa una lettera, proveniente dall'Accademia romana e diretta proprio alle due donne, in cui Isabella era descritta come una mangiona, avida e sciatta che, pur avendo quasi trent'anni, si conciava in modo tale da volere sembrare una ragazzina. Si diceva che autore ne fosse lo stesso Vincenzo, ma questi aveva più volte dichiarato che non era suo costume "lacerare", cioè infamare, gli altri, e lo stesso Mario Equicola ne reputava piuttosto autore Mario Bonaventura, che avrebbe voluto incastrare Vincenzo. Del resto non si spiegherebbe altrimenti come, a dispetto degli odi del fratello, Elisabetta Gonzaga riservasse sempre a Vincenzo la propria più sincera e appassionata amicizia, né come Isabella fosse in ottimi rapporti col Calmeta ancora nel 1504. Secondo Cecil Grayson, invece, il marchese si adirò non per le presunte offese rivolte alla moglie, bensì per quelle rivolte alla sua amante Teodora Suardi.
Fu ella stessa una brillante musicista, e riteneva gli strumenti a corda, come il liuto, superiori ai fiati, che lei associava al vizio e al conflitto; considerava inoltre la poesia incompleta finché non veniva trasposta in musica, e cercò i più abili compositori dell'epoca per tale "completamento". Si dedicò al gioco degli scacchi tanto che il grande matematico rinascimentale Luca Pacioli, nel dopo la conquista del Ducato di Milano nel 1499 da parte del re di Francia Luigi XII ed essendo lo stesso Pacioli in compagnia di Leonardo da Vinci fuggito e riparato a Mantova, scrisse e le dedicò il manoscritto De ludo scachorum, detto "Schifanoia", opera per secoli ritenuta persa e solo nel 2006 ritrovata presso la biblioteca Coronini Cronberg di Gorizia dal bibliologo Duilio Contin.

### Patrocinio nell'arte
(Ludovico Ariosto, Orlando Furioso, Canto XXIX, 29)

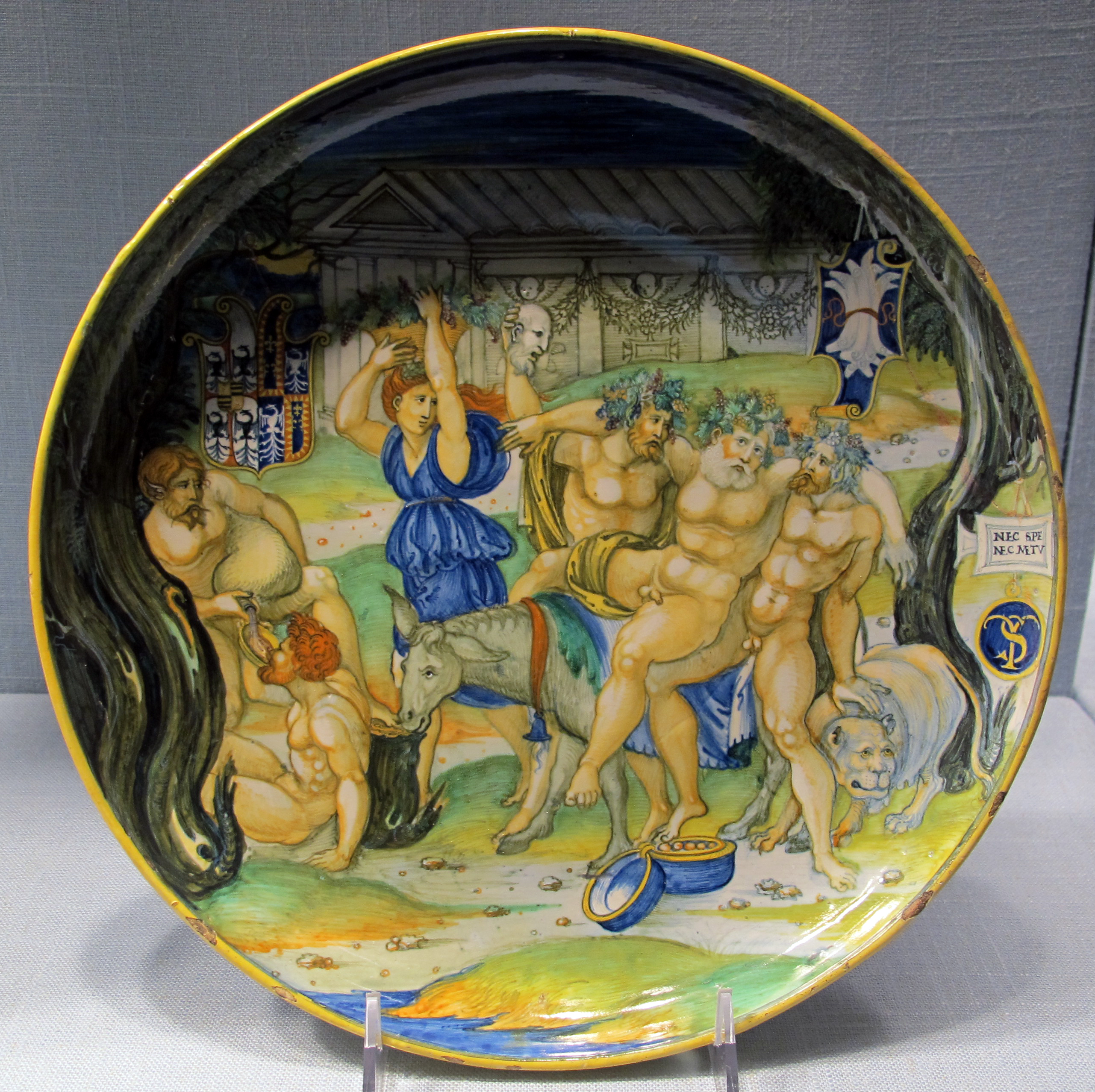
Nicola da Urbino, piatto con stemma di Isabella d'Este

Per lei lavorarono gli artisti più famosi del tempo, vale a dire Giovanni Bellini, Giorgione, Leonardo da Vinci, Andrea Mantegna (pittore di corte fino al 1506), Perugino, Raffaello e Tiziano, ma anche Antonio da Correggio, Lorenzo Costa (pittore di corte dal 1509), Dosso Dossi, Francesco Francia, Giulio Romano e molti altri. Per esempio il suo "Studiolo" nel Palazzo Ducale di Mantova, è stato decorato con allegorie di Mantegna, Perugino, Costa e Correggio. Parallelamente contattò i più importanti scultori e medaglisti del suo tempo, vale a dire Michelangelo, Pier Jacopo Alari Bonacolsi (l'Antico), Gian Cristoforo Romano e Tullio Lombardo, e raccolto antica arte romana. Per quanto riguarda l'architettura, non potendo permettersi nuovi palazzi, commissionò architetti come Biagio Rossetti e Gian Battista Covo. Nelle discipline umanistiche, Isabella era in contatto con Pietro Aretino, Ludovico Ariosto, Pietro Bembo, Baldassarre Castiglione, Mario Equicola, Gian Giorgio Trissino. In musica sovvenzionò i compositori Bartolomeo Tromboncino e Marco Cara e suonava il liuto lei stessa. Insolitamente, impiegò le donne come cantanti professionisti alla sua corte, tra cui Giovanna Moreschi, moglie di Marchetto Cara.
Fu attiva anche nel campo della moda e dopo la morte prematura della sorella Beatrice, la quale era stata grande innovatrice e padrona assoluta in questo settore, Isabella assunse a sua volta questo ruolo, ordinando l'abbigliamento più bello, tra cui pellicce, compresi i più recenti distillati di profumi, che lei stessa inventò e inviò come regali. Il suo stile di vestire con cappello ("capigliara") e pronunciate scollature vennero imitati in tutta Italia e alla corte francese. Uno dei capolavori assoluti del più noto ceramista rinascimentale, Nicola d'Urbino, fu espressamente realizzato a Urbino per Isabella dietro richiesta della figlia Eleonora, nel 1524.

### La cultura del cibo
La marchesa di Mantova si occupò personalmente anche di cucina rinascimentale, che doveva essere "arte", e di preparazione dei banchetti di corte, secondo i dettami dei ricettari che circolavano a quel tempo: il De honesta voluptate et valitudine di Bartolomeo Sacchi, il Coena del medico mantovano Battista Fiera, l'Opera di Bartolomeo Scappi e le indicazioni di Cristoforo di Messisbugo, cuoco degli Estensi. Scelse il proprio personale di cucina e si occupò di approvvigionamento delle vivande per la propria tavola, sempre alla ricerca di cibi prelibati e vini gustosi, per la sua felicità e quella dei suoi ospiti.

## Ritratti

### Contraddizioni

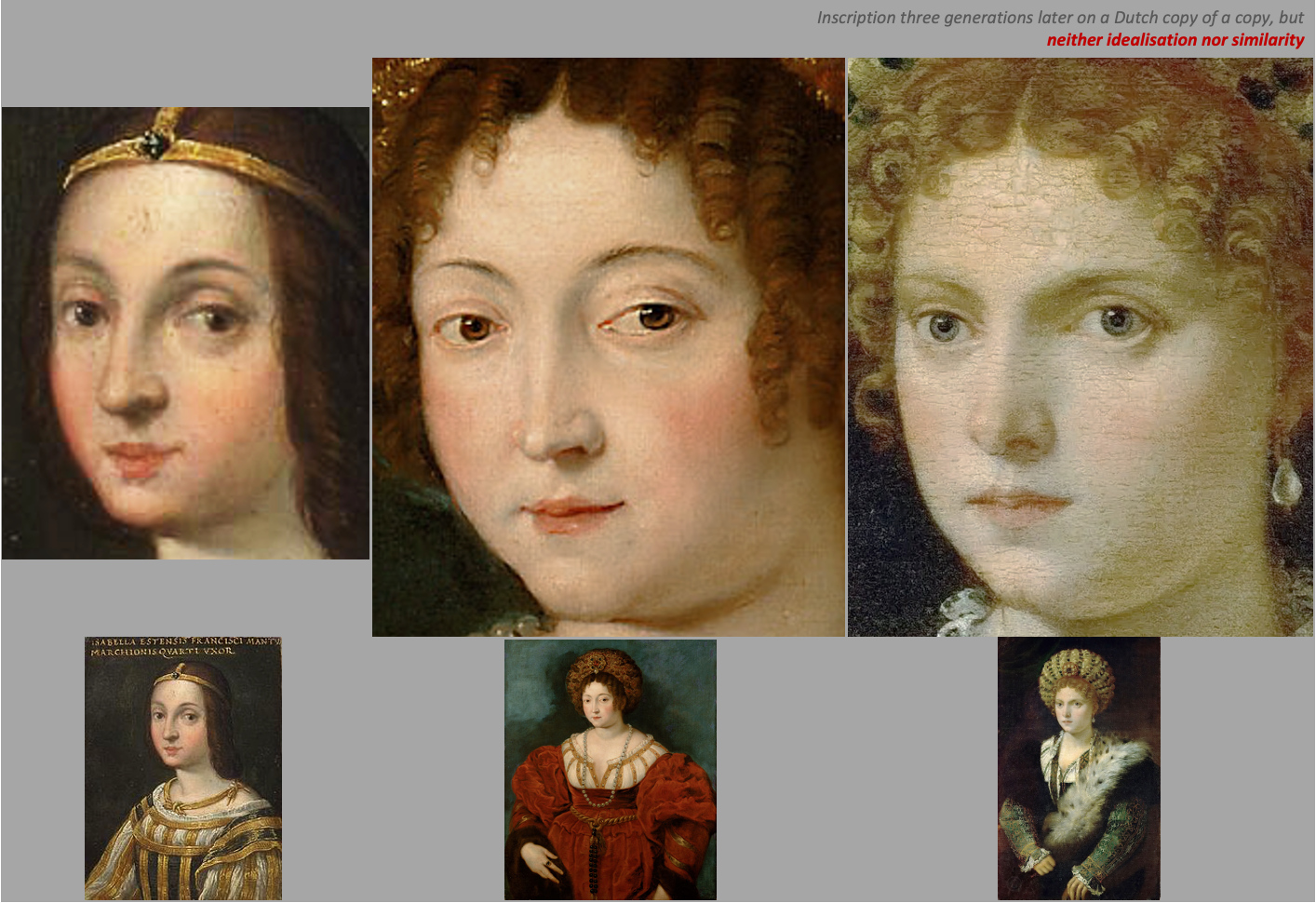
I tre ritratti a colori di Isabella d'Este nel Kunsthistorisches Museum Vienna - forse includendo confusione?

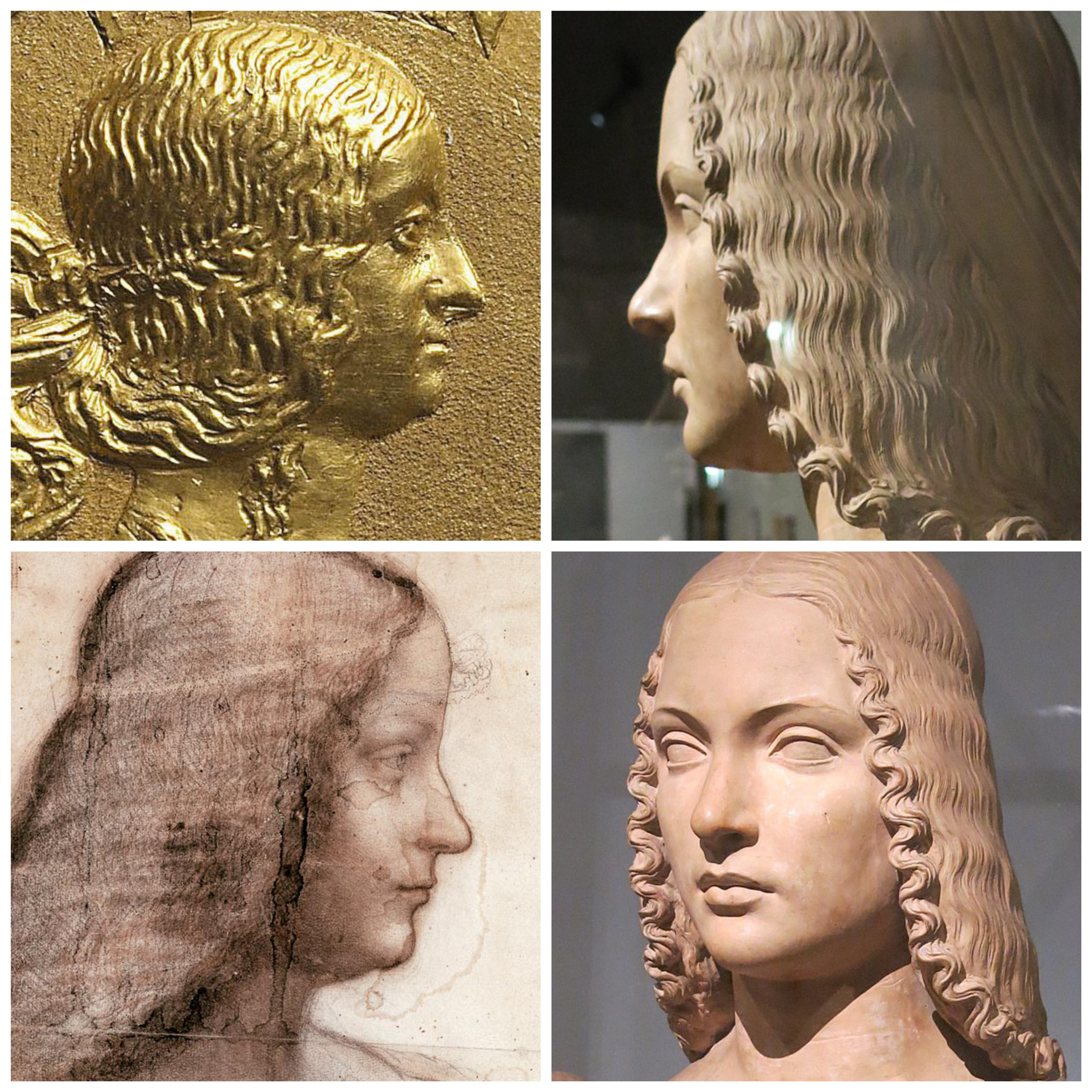
Comparazione fra un presunto busto di Isabella, attribuito a Gian Cristoforo Romano, e due suoi ritratti: quello certissimo dello stesso scultore e quello quasi certo di Leonardo da Vinci. Si notano alcune differenze rispetto a questi ultimi: nel busto il doppio mento risulta in tutto mancante, viceversa il mento è più marcato, il naso più assottigliato, la fronte meno arrotondata e più in generale il viso appare meno pieno; tuttavia non è da escludere che possa trattarsi di un suo ritratto idealizzato.

Colpisce la carenza di ritratti rispetto alla sorella Beatrice, la cui iconografia è viceversa assai ricca. Nonostante l'importante mecenatismo e l'amore per l'auto-rappresentazione, infatti, pochissime identificazioni sono state fatte fino a oggi. La civettuola Isabella preferiva dipinti idealizzati e rifiutò di posare come modella. Tuttavia, vi è ragione di credere che non rinunciasse alle sue caratteristiche personali. Queste rare identificazioni sono molto eterogenee (colore degli occhi e dei capelli e le sopracciglia si differenziano per i due ritratti di Tiziano) e non c'è alcuna immagine di lei fra i 26 e i 54 anni.
Negli ultimi anni diversi musei hanno ritirato le loro rare identificazioni per paura di errori. I restanti tre ritratti a colori sono molto eterogenei (tutti nel Kunsthistorisches Museum / KHM, Vienna):
- Miniatura Ambras[154], del XVI secolo;
- Isabella in rosso di Tiziano, circa 1529 (copia di Peter Paul Rubens circa 1605);
- Isabella in nero di Tiziano, 1536.

La medaglia di Gian Cristoforo Romano (1495 e in più copie) è attualmente l'unica raffigurazione affidabile per l'iconografia di Isabella, in virtù dell'iscrizione recitante il suo nome.
Nel 1495 rifiutò con rigore assoluto di posare per il Mantegna nella Madonna della Vittoria - dove la sua figura era prevista accanto a quella del marito - poiché in passato il pittore l'aveva ritratta "tanto mal facta" - in un dipinto che infatti non è sopravvissuto - "che non ha alcuna de le nostre simiglie". Tuttavia il giudizio negativo della marchesa non era dovuto all'incapacità del Mantegna di ritrarla simile al vero, come ella stessa scrive, bensì alla mancanza opposta: di non saper "contrafare bene el naturale", ossia idealizzare. Il marito Francesco dovette posare da solo e il Mantegna ovviò al turbamento della simmetria dipingendo, in luogo della marchesa, Sant'Elisabetta, sua santa eponima.
La Bella (Palazzo Pitti, Firenze) è spesso proposta come un'alternativa plausibile al ritratto di Tiziano del 1536 a Vienna, in quanto sappiamo che Isabella aveva ordinato un ritratto di ringiovanimento e lusinghiero, quando aveva già 60 anni. E il colore degli occhi, dei capelli e le sopracciglia corrispondono perfettamente.

### Galleria di possibili ritratti

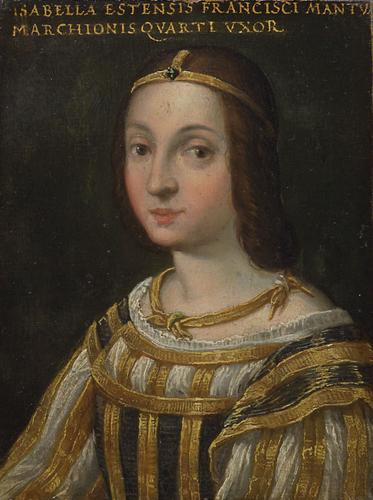
Miniatura Ambras, Collezione di Ambras, XVI secolo
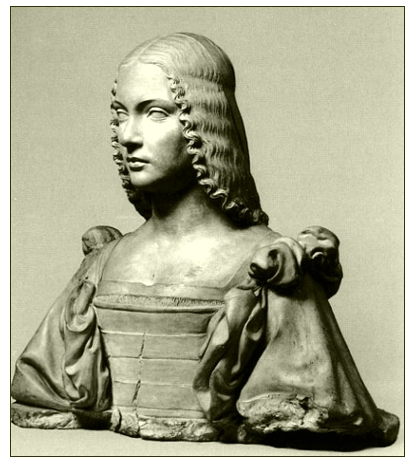
Busto di donna, Gian Cristoforo Romano, terracotta, Kimbell Art Museum, 1500 circa
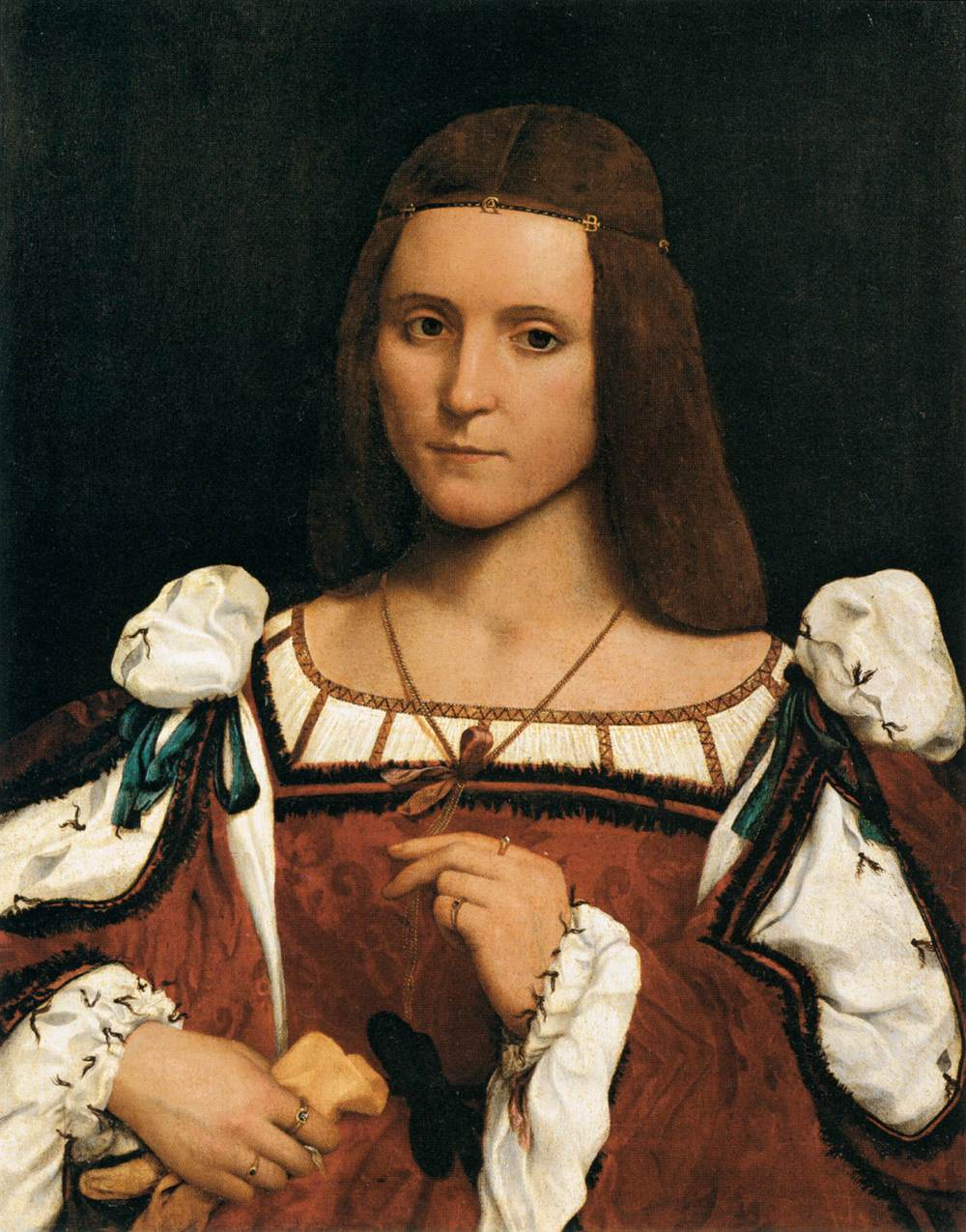
Ritratto di donna di Giovanni Francesco Caroto, Museo del Louvre, 1505-1510 circa
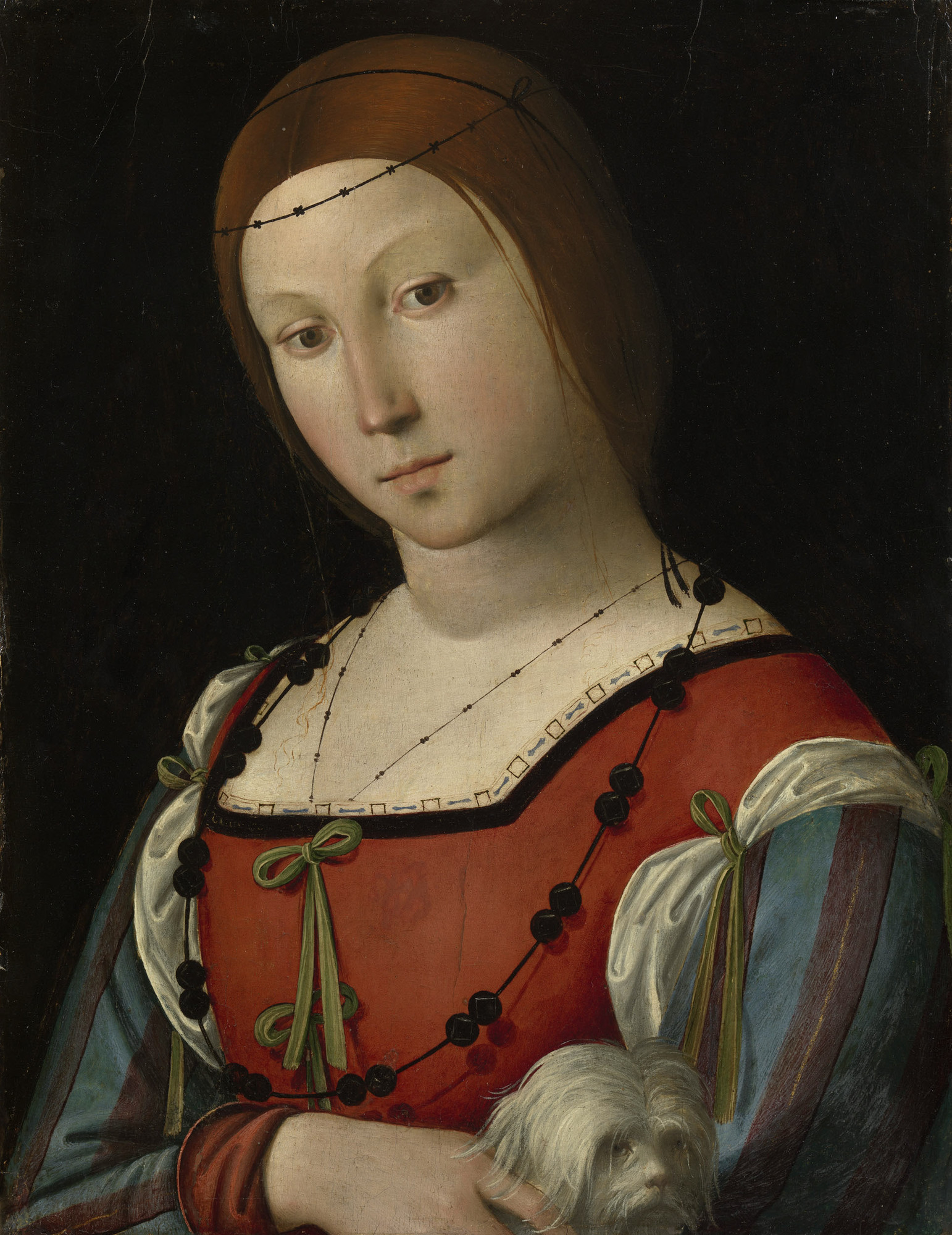
Ritratto di donna di Lorenzo Costa, Royal Collection Castello di Windsor, 1500 circa
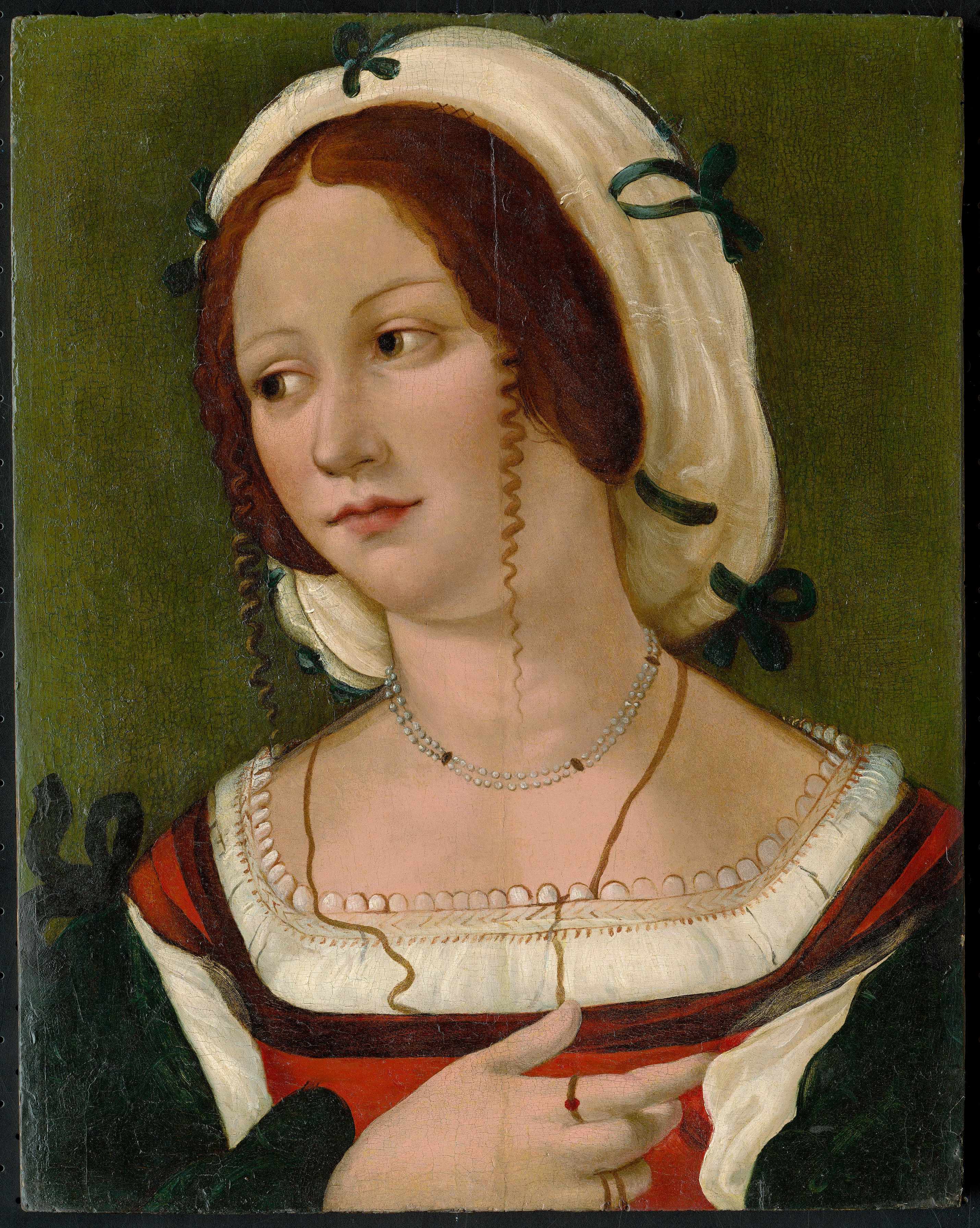
Ritratto femminile di Francesco Francia
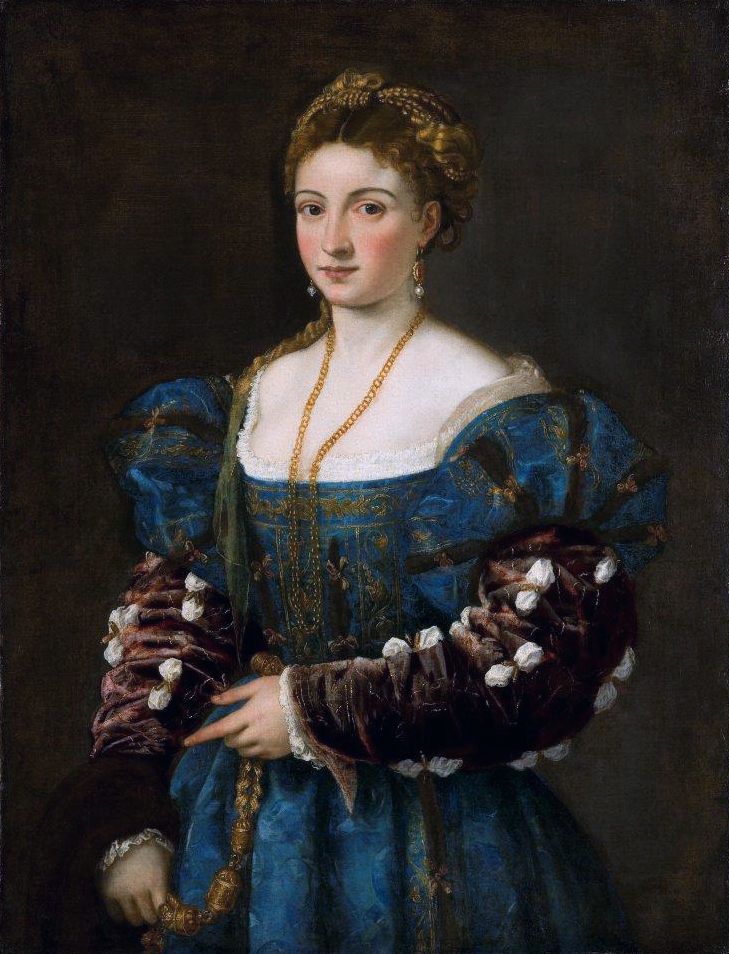
La bella, presunto ritratto di Tiziano di Isabella d'Este o Eleonora Gonzaga, Galleria Palatina, 1536
Suonatrice di liuto  di Andrea Solario, Palazzo Barberini, 1510 circa[159]
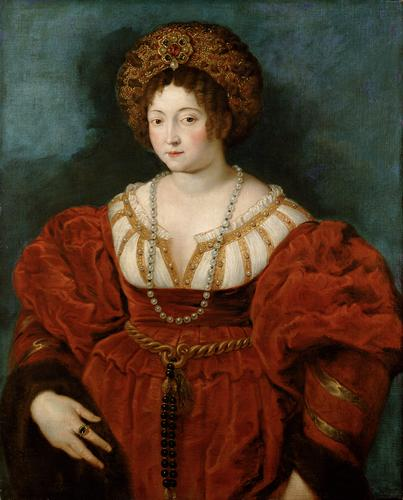
Ritratto di Rubens, Kunsthistorisches Museum, 1605 ca.
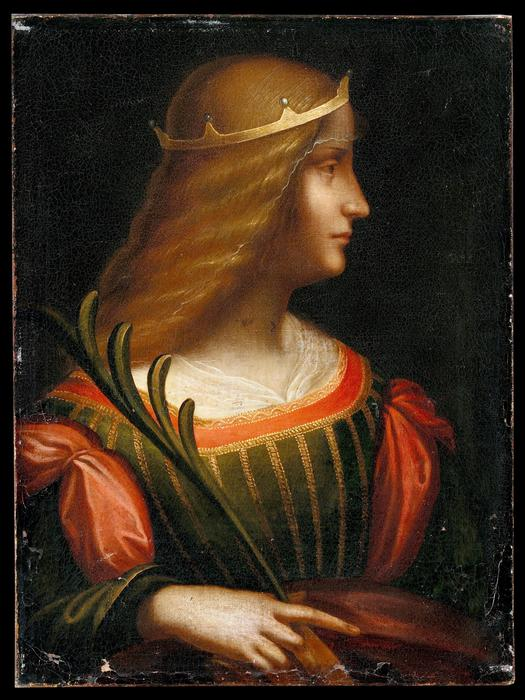
Sconosciuto ritratto basato sul bozzetto di Leonardo da Vinci.

### Isabella d'Este e Monna Lisa

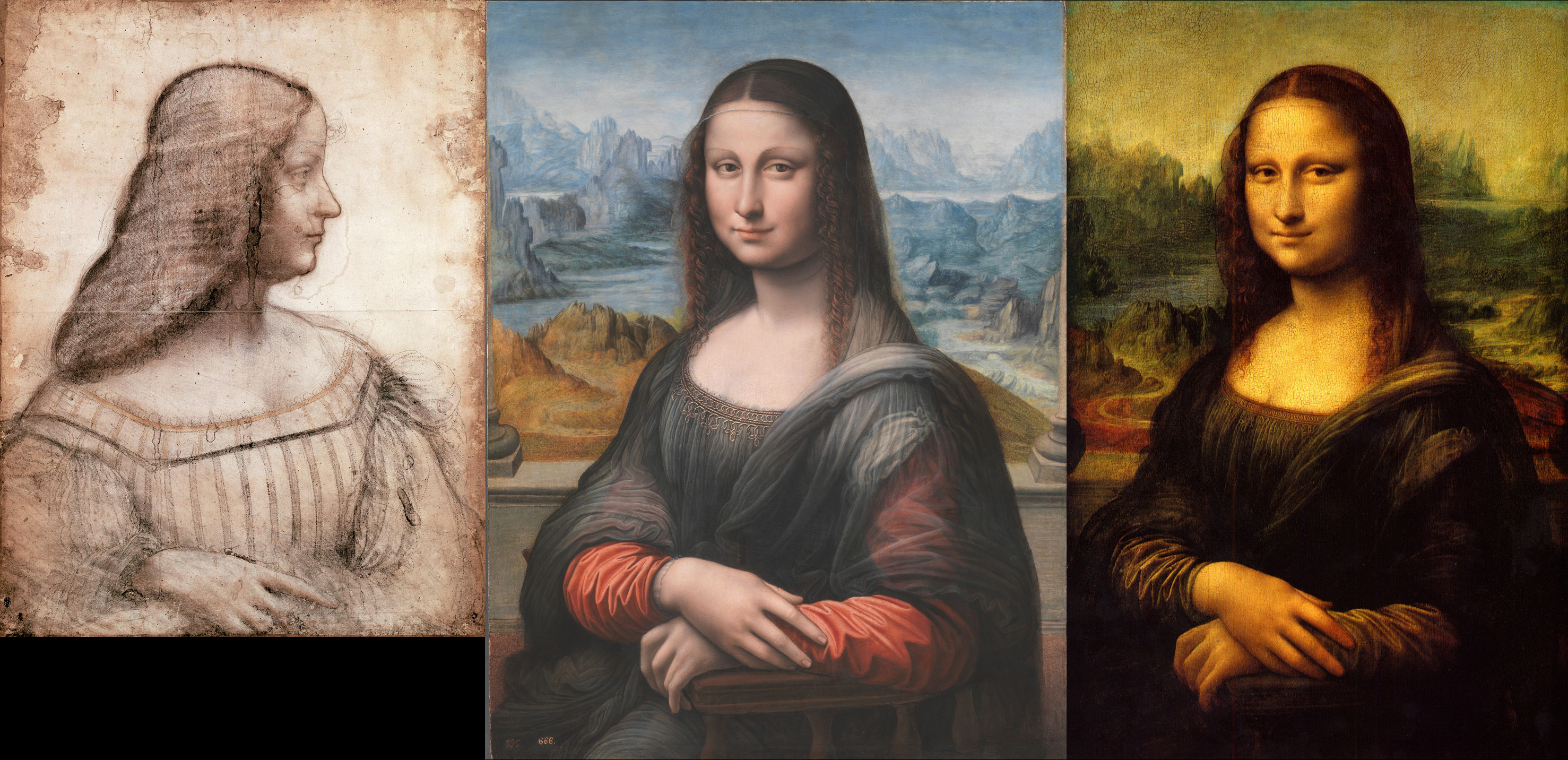
• Leonardo 1499/1500 – Disegno
• Leonardo (bottega) 1502-19 – La Gioconda (Prado)
• Leonardo 1502-06 – La Gioconda

Nell'attuale catalogo ragionato di Leonardo da Vinci (2018), solo Isabella d'Este è documentata come alternativa plausibile a Lisa Gherardini nella Gioconda (1502-1506). Le somiglianze con il dipinto Ritratto di Isabella d'Este (Louvre) e la loro corrispondenza tra il 1501 e il 1506 con la richiesta per l'esecuzione del ritratto promesso, sono alcune delle prove solide per convalidare l'ipotesi. Altri argomenti ben noti sono le montagne sullo sfondo e il bracciolo come caratteristica nei ritratti dei sovrani del Rinascimento.
Il 4 ottobre 2013 in un articolo giornalistico pubblicato da Sette, magazine settimanale del Corriere della Sera, viene resa nota la notizia del rinvenimento nel caveau di una banca svizzera di un dipinto datato 1499/1500 (olio su tela di 61x46,5 cm), derivato dal cartone di Leonardo da Vinci e attribuitogli, che ritrae Isabella d'Este. Il 10 febbraio 2015 la Guardia di Finanza procede al sequestro dell'opera (del valore stimato in 120 000 000 di euro) in una banca di Lugano.

## Discendenza
Francesco II Gonzaga e Isabella ebbero otto figli:
- Eleonora (31 dicembre 1493 - 13 febbraio 1550 in Urbino), sposò Francesco Maria I della Rovere, duca di Urbino;
- Margherita (13 luglio 1496 - 23 settembre 1496), nata e morta a Mantova;
- Federico (17 maggio 1500 - 28 giugno 1540), V marchese di Mantova dal 1519, I duca di Mantova dal 1530, marchese di Monferrato dal 1533, sposò nel 1531 Margherita del Monferrato, figlia del marchese Guglielmo IX;
- Ippolita (31 maggio/1º giugno 1501 - 16 marzo 1570), monaca domenicana nel monastero di San Vincenzo a Mantova dal 1518;
- Livia Osanna (12 novembre 1503 - 23 gennaio 1508), nata e morta a Mantova;
- Luigi Ercole (2 novembre 1505 - 2 marzo 1563), cardinale 1527, reggente per i nipoti nel 1540;
- Ferrante (28 gennaio 1507 - 15 novembre 1557 in Bruxelles), conte di Guastalla dal 1539, viceré di Sicilia fra il 1536 e il 1546, viceré di Milano dal 1546, sposò nel 1529 Isabella di Capua, figlia del principe Ferdinando da Molfetta;
- Livia (29 luglio 1508 - 11 aprile 1569 in Mantova), monaca clarissa nel monastero Corpus Christi a Mantova dal 1523 col nome di Paola.

## Ascendenza
|                         |                     |                         | Genitori                      |  |  | Nonni |  |  | Bisnonni         |  |  | Trisnonni         |  |
|                         |                     |                         |                               |  |  |       |  |  | Alberto V d'Este |  |  | Obizzo III d'Este |  |
|                         |                     |                         |                               |  |  |       |  |  | Alberto V d'Este |  |  | Obizzo III d'Este |  |
|                         |                     | Lippa Ariosti           |                               |  |  |       |  |  | Alberto V d'Este |  |  |                   |  |
| Niccolò III d'Este      |                     |                         |                               |  |  |       |  |  | Alberto V d'Este |  |  |                   |  |
|                         |                     | Isotta Albaresani       | Alberto Albaresani            |  |  |       |  |  |                  |  |  |                   |  |
|                         |                     | Isotta Albaresani       | Alberto Albaresani            |  |  |       |  |  |                  |  |  |                   |  |
|                         |                     | Isotta Albaresani       | ...                           |  |  |       |  |  |                  |  |  |                   |  |
| Ercole I d'Este         |                     | Isotta Albaresani       |                               |  |  |       |  |  |                  |  |  |                   |  |
|                         |                     | Tommaso III di Saluzzo  | Federico II di Saluzzo        |  |  |       |  |  |                  |  |  |                   |  |
|                         |                     | Tommaso III di Saluzzo  | Federico II di Saluzzo        |  |  |       |  |  |                  |  |  |                   |  |
|                         |                     | Tommaso III di Saluzzo  | Beatrice di Ginevra           |  |  |       |  |  |                  |  |  |                   |  |
| Ricciarda di Saluzzo    |                     | Tommaso III di Saluzzo  |                               |  |  |       |  |  |                  |  |  |                   |  |
|                         |                     | Margherita di Roucy     | Ugo II di Pierrepont          |  |  |       |  |  |                  |  |  |                   |  |
|                         |                     | Margherita di Roucy     | Ugo II di Pierrepont          |  |  |       |  |  |                  |  |  |                   |  |
|                         |                     | Margherita di Roucy     | Bianca di Coucy               |  |  |       |  |  |                  |  |  |                   |  |
| Isabella d'Este         |                     | Margherita di Roucy     |                               |  |  |       |  |  |                  |  |  |                   |  |
|                         | Alfonso V d'Aragona | Ferdinando I d'Aragona  |                               |  |  |       |  |  |                  |  |  |                   |  |
|                         | Alfonso V d'Aragona | Ferdinando I d'Aragona  |                               |  |  |       |  |  |                  |  |  |                   |  |
|                         | Alfonso V d'Aragona | Eleonora d'Alburquerque |                               |  |  |       |  |  |                  |  |  |                   |  |
| Ferdinando I di Napoli  | Alfonso V d'Aragona |                         |                               |  |  |       |  |  |                  |  |  |                   |  |
|                         |                     | Gueraldona Carlino      | Enrico Carlino                |  |  |       |  |  |                  |  |  |                   |  |
|                         |                     | Gueraldona Carlino      | Enrico Carlino                |  |  |       |  |  |                  |  |  |                   |  |
|                         |                     | Gueraldona Carlino      | Isabella Carlino              |  |  |       |  |  |                  |  |  |                   |  |
| Eleonora d'Aragona      |                     | Gueraldona Carlino      |                               |  |  |       |  |  |                  |  |  |                   |  |
|                         |                     | Tristano di Chiaromonte | Deodato II di Clermont-Lodève |  |  |       |  |  |                  |  |  |                   |  |
|                         |                     | Tristano di Chiaromonte | Deodato II di Clermont-Lodève |  |  |       |  |  |                  |  |  |                   |  |
|                         |                     | Tristano di Chiaromonte | Isabella di Roquefeuil        |  |  |       |  |  |                  |  |  |                   |  |
| Isabella di Chiaromonte |                     | Tristano di Chiaromonte |                               |  |  |       |  |  |                  |  |  |                   |  |
|                         |                     | Caterina di Taranto     | Raimondo Orsini del Balzo     |  |  |       |  |  |                  |  |  |                   |  |
|                         |                     | Caterina di Taranto     | Raimondo Orsini del Balzo     |  |  |       |  |  |                  |  |  |                   |  |
|                         |                     | Caterina di Taranto     | Maria d'Enghien               |  |  |       |  |  |                  |  |  |                   |  |
|                         |                     | Caterina di Taranto     |                               |  |  |       |  |  |                  |  |  |                   |  |

## Stemma

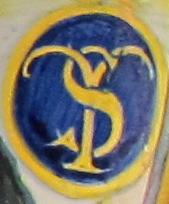
Monogramma YS di Isabella, Impresa parlante

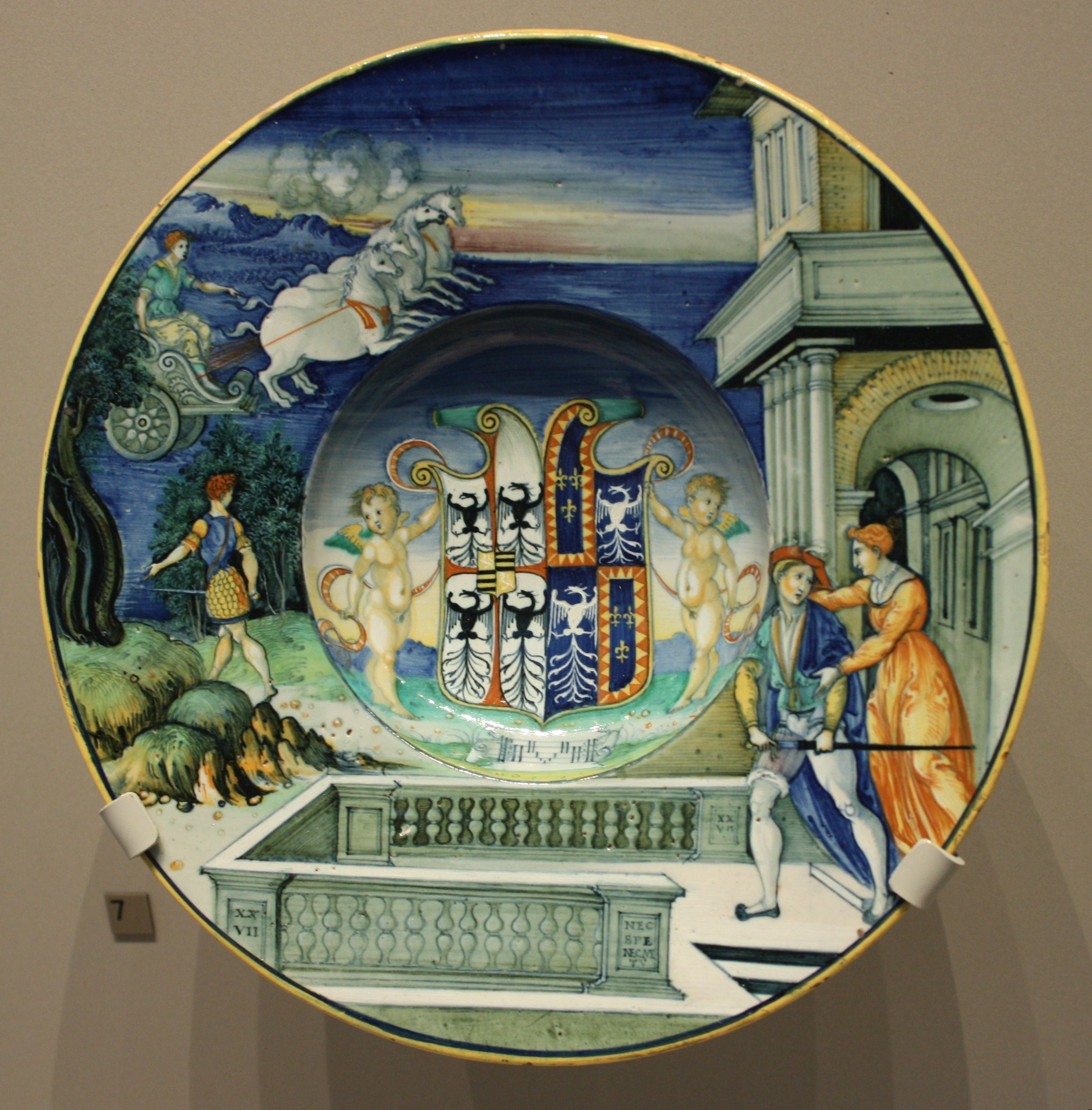
Piatto in maiolica con al centro lo stemma di Isabella (Este-Gonzaga), Urbino, circa 1524 (Victoria and Albert Museum)

Isabella d'Este mantenne lo stemma di famiglia Este del 1431, che così si blasona:
Inquartato, nel primo e nel quarto d'azzurro, ai tre gigli d'oro, al bordo dentato di rosso e d'oro, nel secondo e nel terzo d'azzurro all'aquila d'argento, rostrata, lampassata e coronata d'oro.
Come di regola presso le nobildonne sposate, dopo il suo matrimonio nel 1490 con Francesco II Gonzaga marchese di Mantova, Isabella dispose che il proprio stemma, come il sigillo personale, fosse composto con le arme accollate Este-Gonzaga, che così si blasona: Partito: I, d'argento, alla croce patente di rosso accantonata da quattro aquile di nero col volo abbassato; su tutti, nel primo e nel quarto di rosso al leone con coda biforcuta d'argento armata e lampassata d'oro, coronato e collarinato dello stesso, nel secondo e terzo fasciato d'oro (Gonzaga); e II, inquartato, nel 1 e 4 d'azzurro, a tre gigli d'oro, con la bordura di rosso e d'oro e nel 2 e 3 d'azzurro, all'aquila d'argento, col becco, lampassata e coronata d'oro (Este).

## Nella cultura di massa

### Omaggi
- A Isabella sono intitolati vari istituti scolastici in Italia, quali l'istituto magistrale di Mantova,[173] il liceo linguistico di Tivoli[174] e uno degli istituti professionali di Napoli.[175]
- A Isabella è intitolato il cratere d'Este su Venere.[176]
- Nell'installazione artistica The Dinner Party a New York trova posto anche Isabella d'Este.[177]

### Letteratura

#### Romanzi
Isabella è protagonista di alcuni romanzi:
- Rinascimento privato di Maria Bellonci, incentrato sulla sua relazione epistolare con un personaggio inglese, il prelato Robert de la Pole. Il personaggio di questa relazione è del tutto inventato dalla Bellonci, ma la ricostruzione storica è molto precisa e frutto di studio diretto e minuzioso dei documenti dell'epoca, senza penalizzare la resa vivida della vita e dei personaggi dell'epoca.
- I cigni di Leonardo di Karen Essex (Bompiani, 2006) verte sul rapporto e le rivalità tra le due sorelle Beatrice e Isabella d'Este e sulla corte degli Sforza a Milano, dove lavorava anche Leonardo da Vinci.
- Il regno del diamante di Francesca Cani (2021).[178]

#### Novelle
- Il poeta Matteo Bandello ha dedicato a Isabella d'Este la Novella IV della Prima parte (1554).[179]

#### Biografie e saggi
- Isabella d'Este marchesa di Mantova, Giulia Cartwright, 1932.[180]
- Perle di Ferrara: la storia di Isabella e Beatrice d'Este, Melita Hofmann, 1943.[181]
- Una biografia narrativa è La Signora del Rinascimento. Vite e splendori di Isabella d'Este alla Corte di Mantova, di Daniela Pizzagalli (Rizzoli, 2001), balzata subito ai primi posti nelle classifiche dei best seller, in cui l'affascinante marchesana di Mantova, vissuta a cavallo tra 1400 e 1500, incarna le luci e le ombre di quel periodo splendido ma anche critico e turbolento.
- Un saggio rigoroso e scientifico sulla cultura artistica di Isabella d'Este e delle altre corti è quello di Giovanni Romano, Verso la maniera moderna: da Mantegna a Raffaello in "Storia dell'arte italiana", 6, vol. II, Cinquecento e Seicento, Einaudi, Torino, 1981.
- La vicenda amorosa e coniugale di Isabella d'Este e Francesco II Gonzaga è studiata attraverso la corrispondenza e i documenti d'archivio, nel saggio di Marilena Dolci I segreti di una coppia, Sometti, 2018.

### Televisione
- Nella miniserie RAI del 1971 La vita di Leonardo da Vinci, Isabella è impersonata da Bianca Toccafondi.
- Nella pellicola del 2004 Le grandi dame di casa d'Este, di Diego Ronsisvalle è impersonata da Francesca Di Salvo.
- Nella serie televisiva francese del 2011-2014 I Borgia, è impersonata dall'attrice belga Alexandra Oppo.

### Musica
- A Isabella d'Este è intitolato il musical Fin Ch’io Viva, opera pop realizzata dal Liceo musicale e coreutico di Mantova che porta proprio il suo nome.[182] Il musical, ideato dal professore di musica e compositore Gabriele Barlera, racconta la storia sul ritratto realizzato da Leonardo da Vinci che proprio Isabella fece commissionare da Ludovico il Moro.

### Fumetti
- Dopo l'iniziativa del 2020 del Ministero della cultura di promuovere a livello nazionale i musei anche con i fumetti, nel 2022 è nata l'idea, su iniziativa del Palazzo Ducale di Mantova, di creare il personaggio di Isa che tra i suoi scopi ha la promozione in maniera innovativa dei luoghi del palazzo dei Gonzaga e in generale della storia del territorio mantovano.[183][184][185]